# Юрьевец
Ю́рьевец — город (с 1225), административный центр Юрьевецкого района Ивановской области Российской Федерации. Один из старейших городов Ивановской области, история города насчитывает, по меньшей мере, 800 лет.

## Этимология
С XVI века по 1796 год официально назывался Юрьевец-Повольский. Вариант: Юрьев-Поволжский (в отличие от городов Юрьев-Польской и Юрьев-Ливонский — ныне Тарту, Эстония). Уже с середины XVI века получает распространение название Юрьевец, где отличие достигается не определением, а с помощью суффикса -ец, широко распространённого в русской топонимии (ср. Переяславль — Переяславец, Ростов — Ростовец и др.).

## Физико-географическая характеристика
Географическое положение
Первоначально город-крепость стоял на так называемой Георгиевской горе, которая была срыта и использована при строительстве берегозащитной дамбы Горьковского водохранилища. Расположен на правом берегу Волги (Горьковское водохранилище) и напротив устья рек Унжи и Нёмды, в 159 км к северо-востоку от областного центра — города Иванова, в 60 км от железнодорожной станции «Кинешма». Город занимает площадь в 8 км².
Рельеф
Высота центра города — 120 м над уровнем моря. Рельеф города холмистый, с перепадами высот от 85 до более 140 метров над уровнем моря (согласно схеме физико-географических условий г. Юрьевец. Масштаб 1:10000). Территория города изрезана оврагами, что характерно для правого берега Волги.
Гидрография
Высота уровня «Юрьевецкого моря» — Горьковского водохранилища — 84 м. Ширина водохранилища напротив города достигает 15 км (до затопления ширина составляла 1,71 км). Территория города дренируется множеством водотоков, впадающих в Горьковское водохранилище. Согласно схеме, в городе и его окрестностях насчитывается 17 водосборных бассейнов. Вдоль берега водохранилища проходит защитная дамба.
Часовой пояс
Юрьевец, как и вся Ивановская область, находится в часовом поясе, обозначаемом по международному стандарту как Moscow Time Zone (MSK/MSD). Смещение относительно Всемирного координированного времени UTC — +3:00 (MSD).
Климат
Умеренно континентальный климат города характеризуется умеренно холодной зимой и теплым летом. Средняя температура июля составляет +21,3 °C (в 13 часов), максимальная может достигать +36 °C, а января — −11,8 °C (минимальная — до −40 °C). В среднем 260 дней в году (72 %) являются благоприятными по погодным условиям для отдыха, 56 дней (15 %) — ограниченно-благоприятными.
| Показатель                    | Янв.  | Фев.  | Март  | Апр.  | Май  | Июнь | Июль | Авг. | Сен. | Окт.  | Нояб. | Дек.  | Год   |
| ----------------------------- | ----- | ----- | ----- | ----- | ---- | ---- | ---- | ---- | ---- | ----- | ----- | ----- | ----- |
| Абсолютный максимум, °C       | 3,3   | 5,1   | 14,2  | 22,1  | 30,2 | 33,9 | 37,4 | 36,8 | 29,1 | 19,3  | 13,8  | 6,8   | 37,4  |
| Средний суточный максимум, °C | −8,5  | −7,9  | 0,6   | 10,7  | 16,3 | 20,5 | 24,9 | 23,8 | 16,5 | 9,9   | 3,8   | −2,3  | 9     |
| Средняя температура, °C       | −12,2 | −11,8 | −4,3  | 5,2   | 10,8 | 15,1 | 18,4 | 17,1 | 9,8  | 3,5   | −2,9  | −9,6  | 3,3   |
| Средний суточный минимум, °C  | −16,3 | −14,9 | −7,1  | 1,3   | 6,2  | 12,9 | 15,3 | 14,0 | 6,9  | 0,5   | −5,8  | −12,1 | 0     |
| Абсолютный минимум, °C        | −45,4 | −42,6 | −28,9 | −11,2 | −4,1 | −0,9 | 1,3  | 0,2  | −3,1 | −11,9 | −29,6 | −39,3 | −45,4 |
| Норма осадков, мм             | 31    | 45    | 28    | 23    | 39   | 57   | 65   | 56   | 63   | 65    | 41    | 29    |       |
| Источник: weatherspark.com    |       |       |       |       |      |      |      |      |      |       |       |       |       |

Экологическое состояние
Юрьевец — один из наиболее экологически чистых районов центральной России, с низким радиоактивным фоном. Город окружён хвойным лесом, состоящим из елей и сосен. На западной окраине города расположен городской лес — «Нагорная дача», который является особо охраняемой природной территорией. В 3 км от города, на Горьковском водохранилище, находится архипелаг «Асафовы Горы», также являющийся особо охраняемой природной территорией. Архипелаг образовался после создания Горьковского водохранилища на месте одноимённой возвышенности на левом берегу Волги.
Юрьевец и его окрестности также известны многочисленными родниками, вода из которых отличается чистотой и благоприятными свойствами. Наиболее известные родники — «Стрелецкий», «Ямской», «Покровский», «Барановский», «Георгиевский», родники Симона Блаженного (в городе и у д. Середкино). Особым почитанием пользуется святой ключ Симона Блаженного, к которому приезжают паломники; здесь же есть часовня и купальни. Анализы воды подтверждают её качество и наличие необходимых микроэлементов. За родниками следят местные жители, но они не имеют статуса памятников природы.

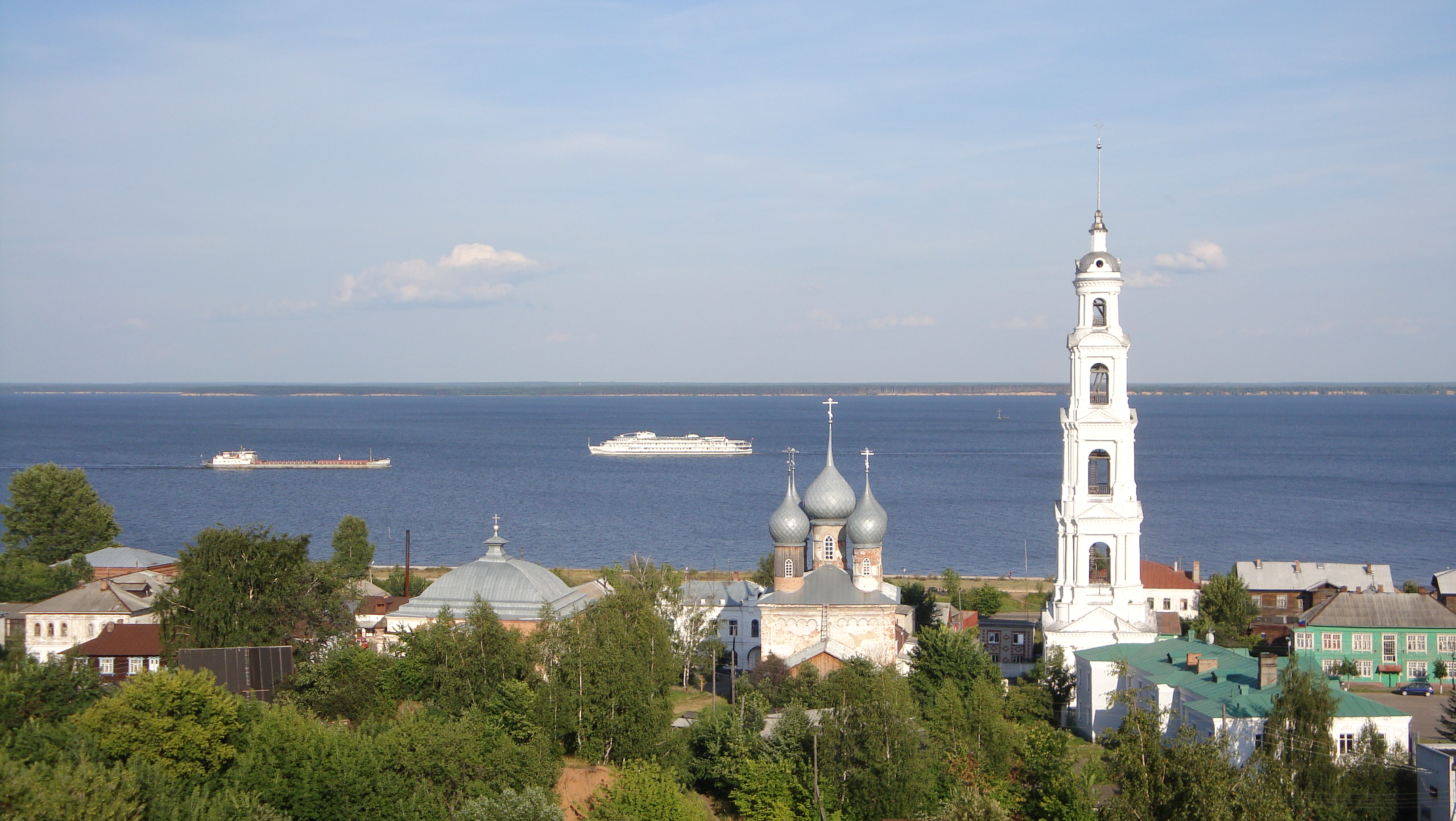
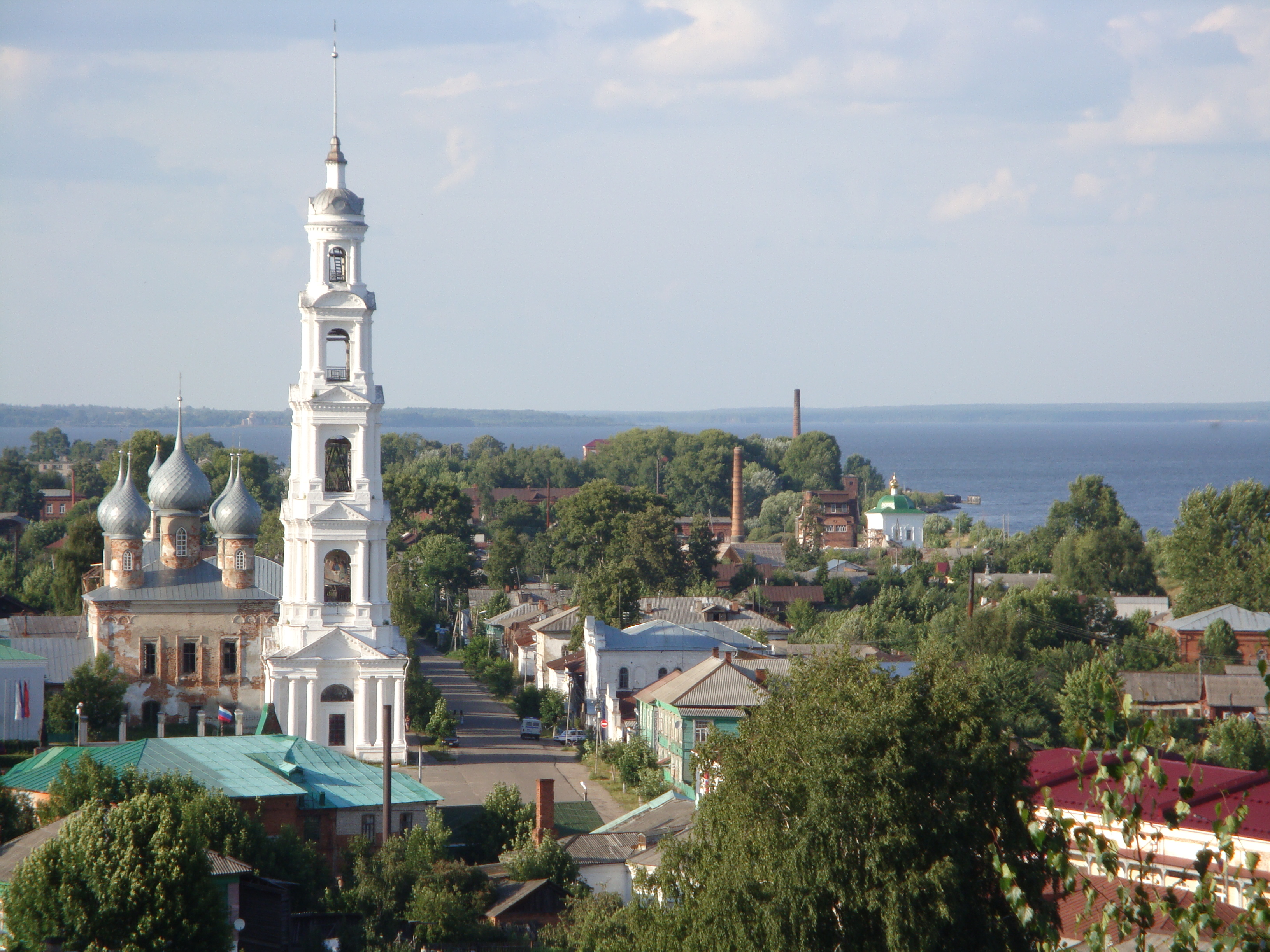
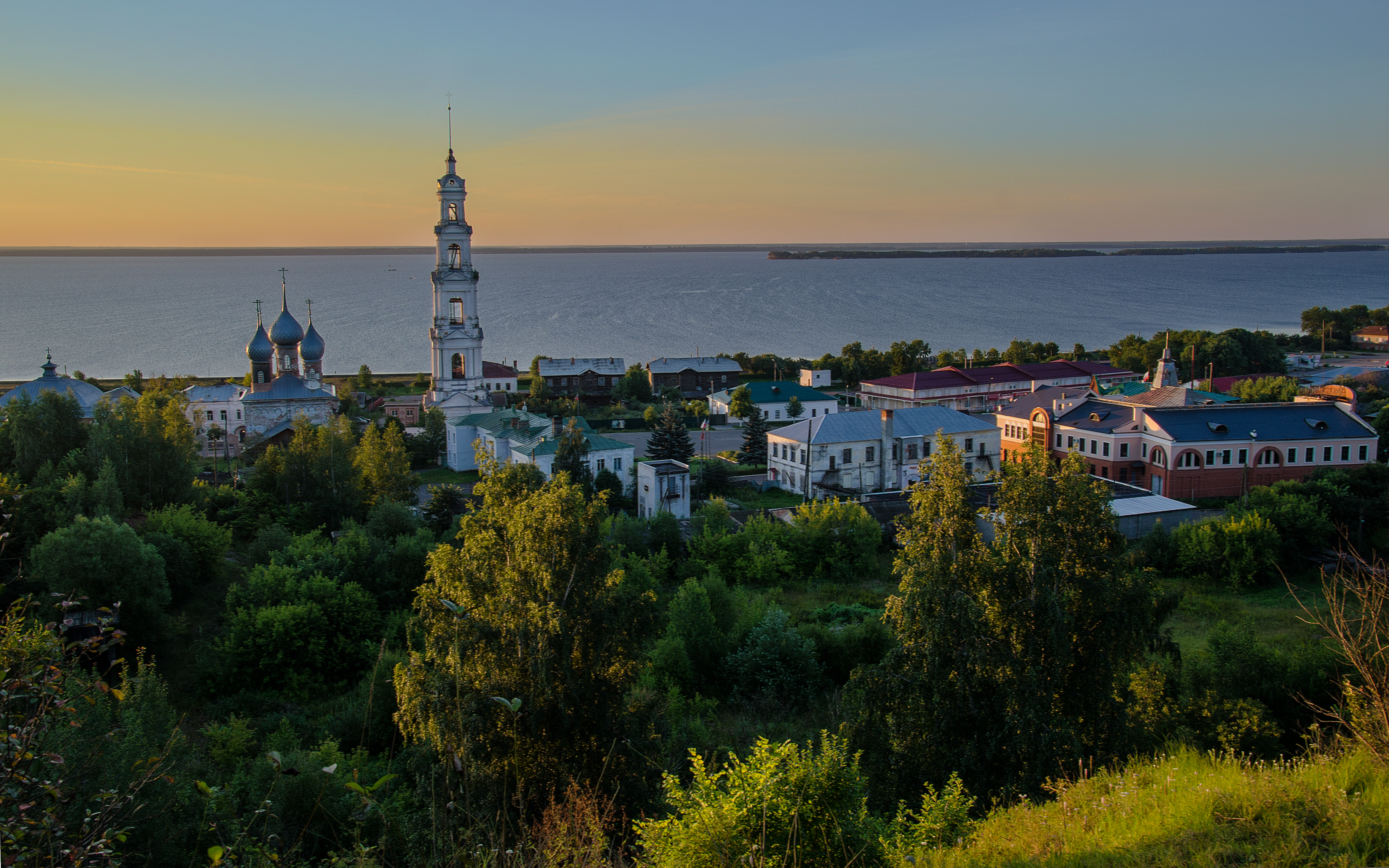
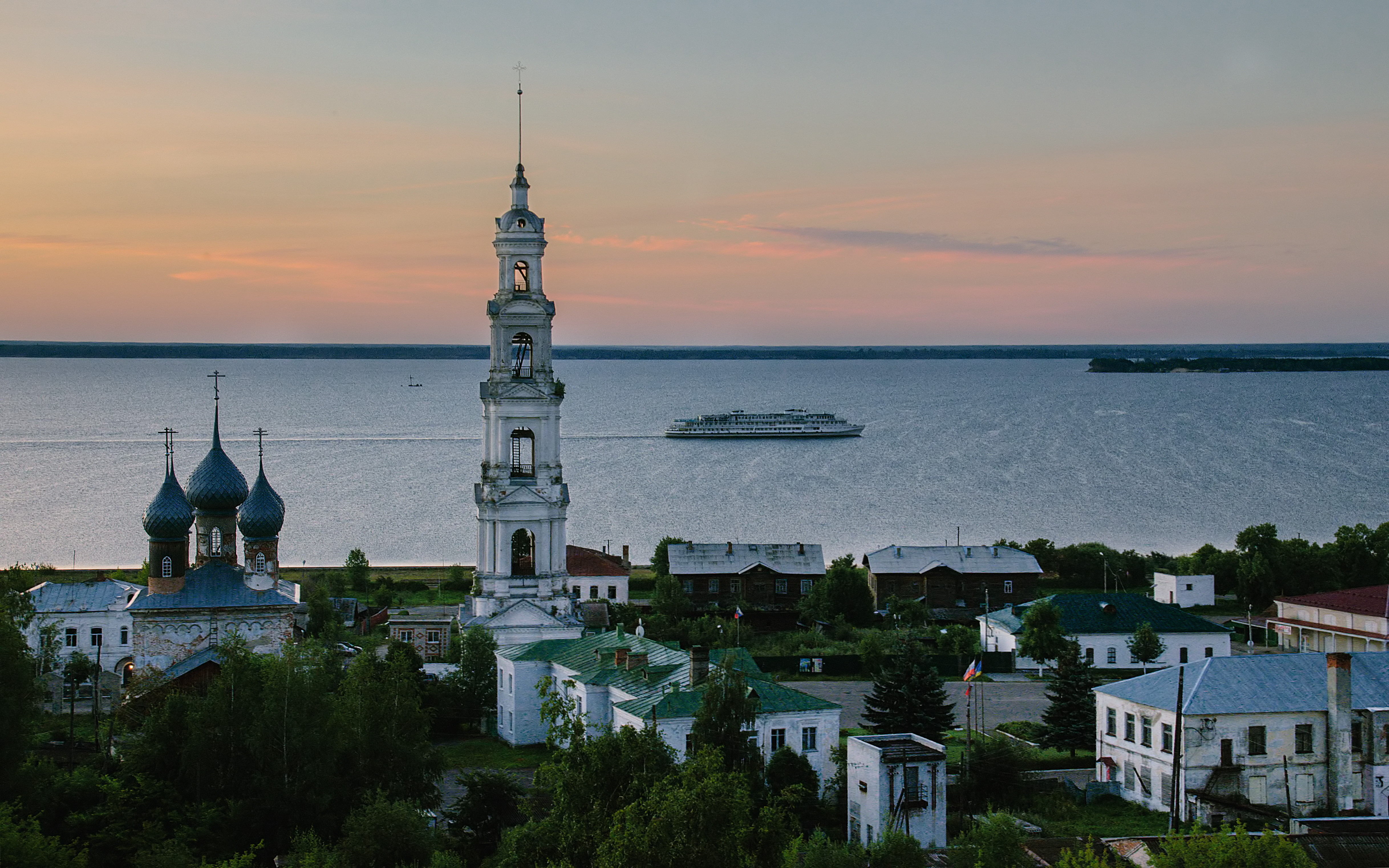
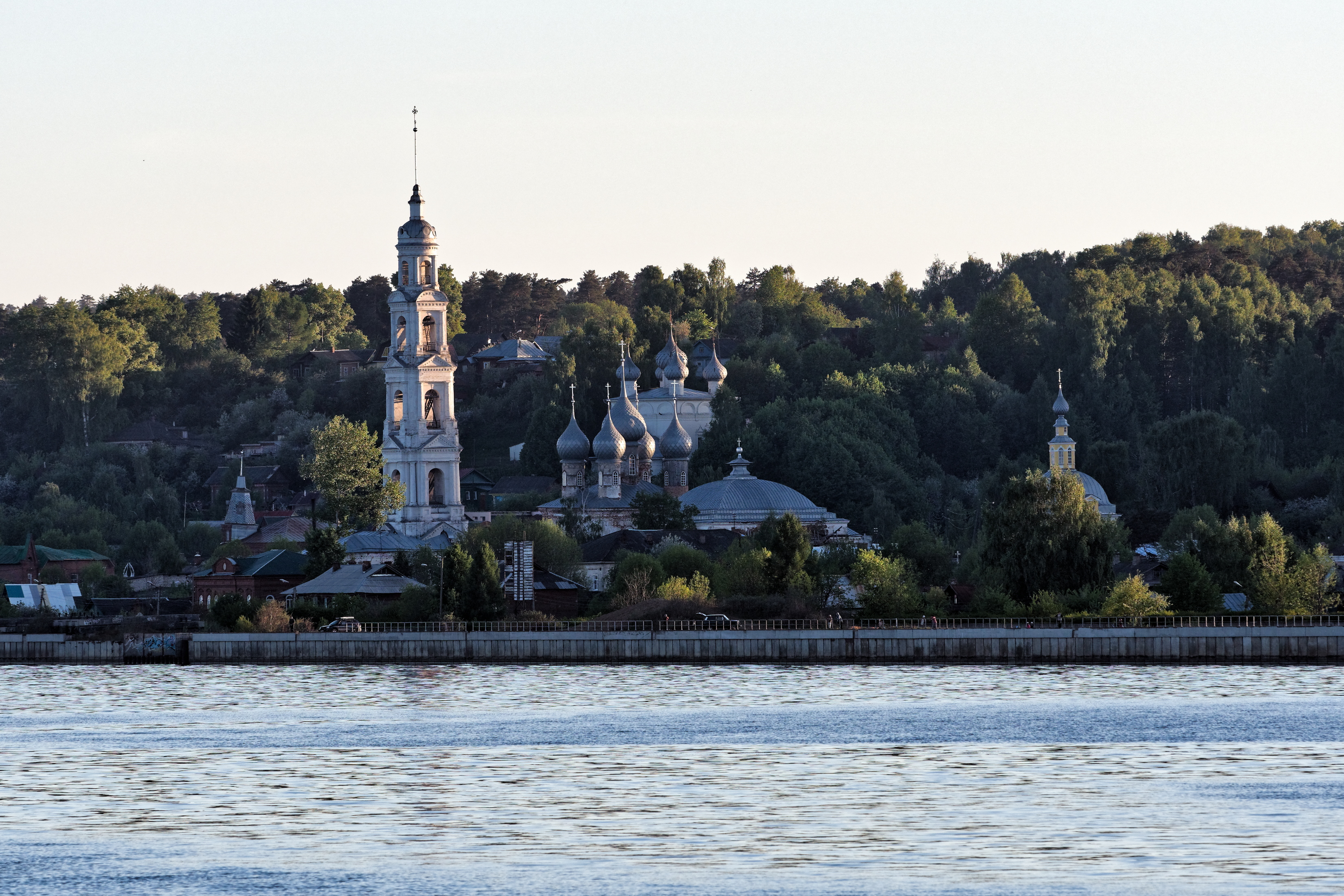

## Основание

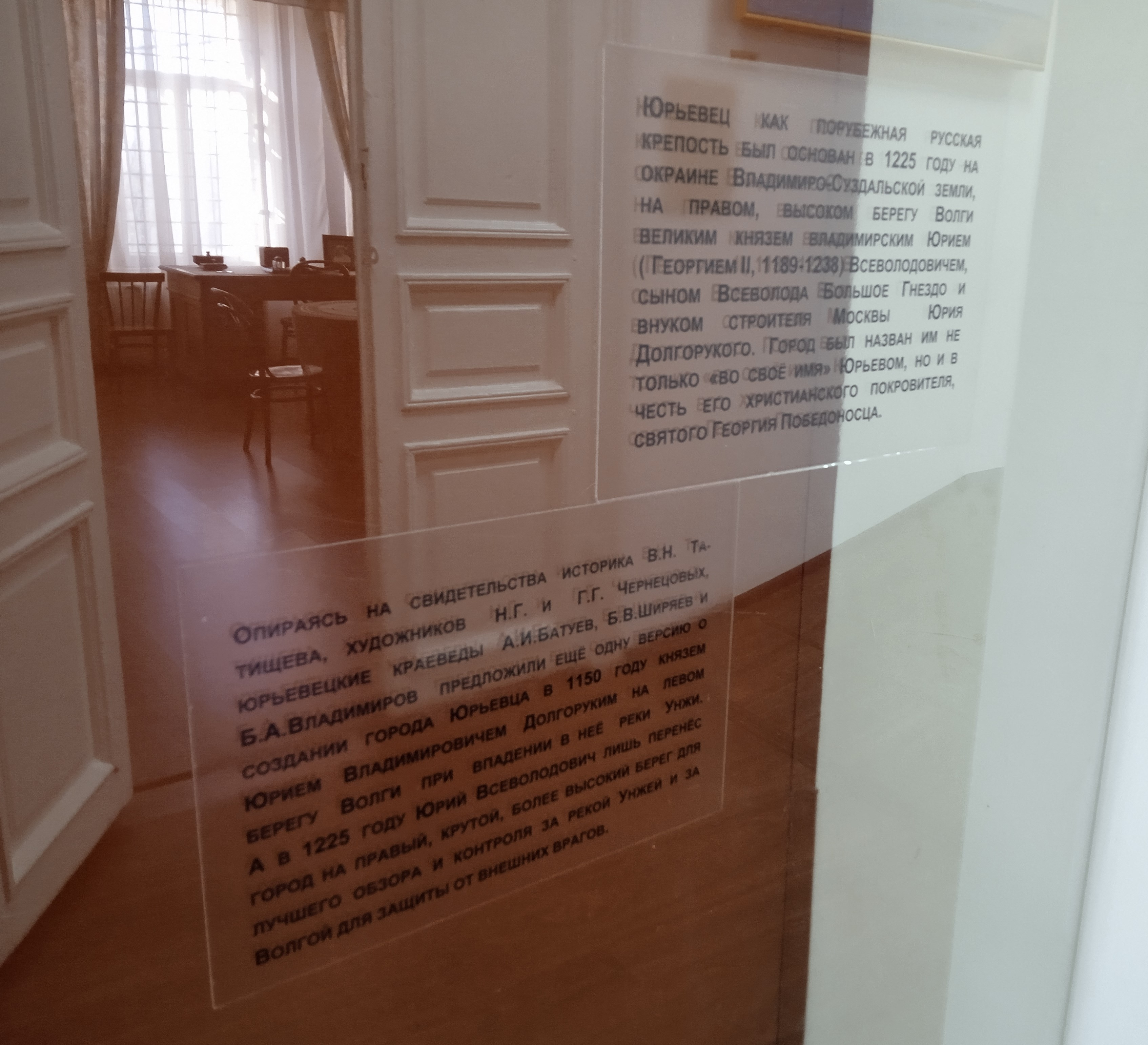
Заметка об основании города в Историко-художественном музее

По утверждению русского историка XVIII века В. Н. Татищева, Юрьевец Повольский основал ростово-суздальский князь Юрий Долгорукий — в 1150 году, а не великий князь Владимирский Юрий II Всеволодович — в 1225 году, как считается исторической наукой в настоящее время. Версия Татищева о связи основания города с Юрием Долгоруким не имеет подтверждений. Общепринятой версией является основание Юрьевца в первой половине XIII века в качестве укрепления для защиты восточных рубежей Северо-Восточной Руси великим князем Владимирским Юрием II Всеволодовичем на месте явления ему иконы великомученика Георгия Победоносца и был назван в честь этого святого — Юрьев-Повольский. Впервые в письменных источниках эта легенда появилась лишь в середине XVII века при составлении Костромской редакции жития Георгия Всеволодовича, созданной агиографом Сергием (Шелониным). Согласно легенде, князь увидел во сне икону святого Георгия со свечой на противоположном берегу Волги. Перебравшись через реку, он обнаружил икону на лесной горе и повелел основать на этом месте город и возвести Георгиевскую церковь. Так был построен первый Юрьевецкий кремль на Георгиевской горе.

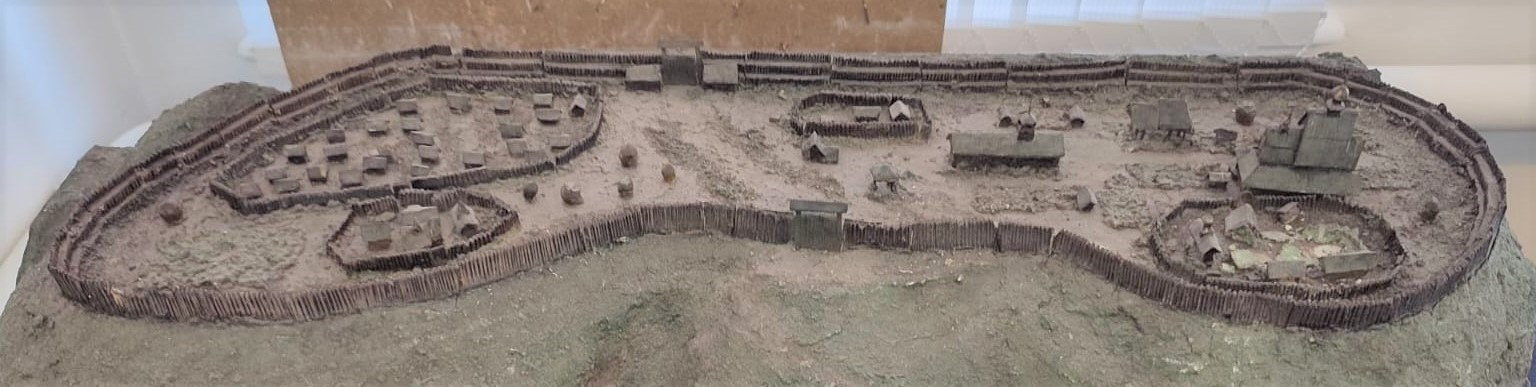
Макет города-крепости Юрьевца-Повольского в XIII веке на Георгиевской горе.
Историко-художественный музей города Юрьевца.

В юрьевецкой историографии фигурируют две даты основания города — 1225 и 1228 год, появившиеся вследствие плохой сохранности костромского списка Степенной книги. Дата 1225 год впервые зафиксирована в документах органов самоуправления в 1785 года, а 1228 год впервые фигурирует в церковных ведомостях 1819 года. Впервые в печатном виде 1225 год появился в 1827 году в письме костромского историка-краеведа А. Д. Козловского, а 1228 год — в 1848 году в «Военно-статистическом обозрении Российской империи». В настоящее время верифицировать эти сведения не представляется возможным. В 1897 году известный археолог А. А. Спицын обнаружил следы древнего городища на горе Пушкарихе. По мнению историка К. Е. Балдина, древнейшими городами Ивановской области являются Плёс и Юрьевец. Город впервые упомянут в «Списке русских городов дальних и ближних» (1380—1390). В 2013 году в ходе археологических раскопок на Тургеневском Плато была обнаружена иконка-медальон с изображением Богородицы Оранты, что стало дополнительным доказательством ранней даты основания города Юрьевца.

## История

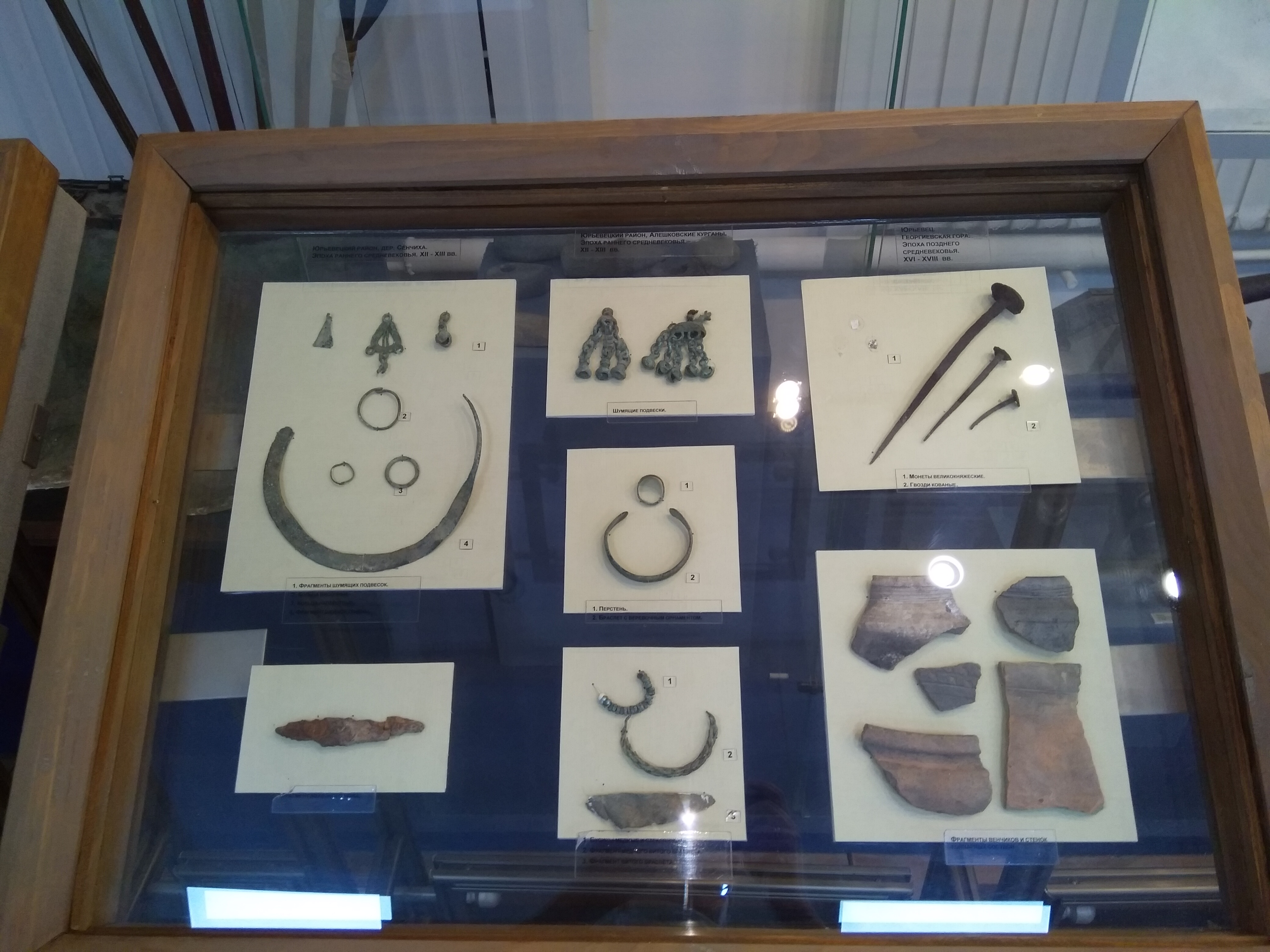
Археологические находки эпохи Средневековья в Юрьевце и Юрьевецком районе. Правый вертикальный ряд:
Юрьевец, Георгиевская гора, XVI—XVIII века. Историко-художественный музей города Юрьевца.

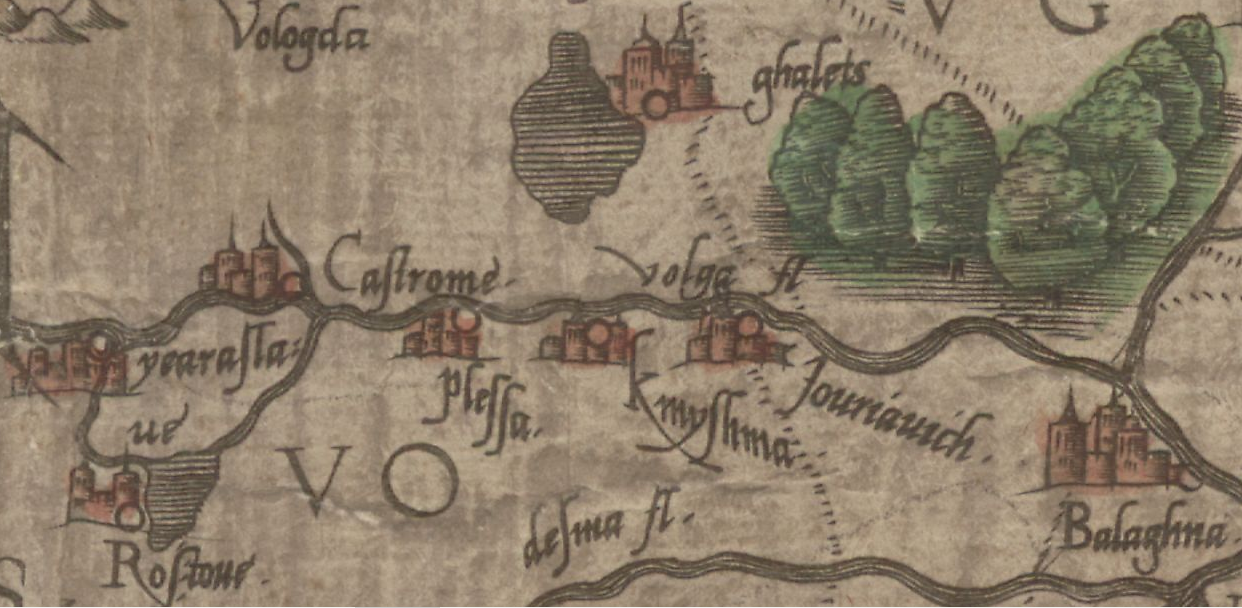
Юрьевец на карте «Описание России, Московии и Тартарии», изданной английским послом и путешественником Энтони Дженкинсоном в 1562 году в Лондоне

### Ранняя история (XIII—XVI века)
В 1237 году город был разрушен войсками монгольского хана Батыя, вторгшегося на Русь. Входил в состав Городецкого княжества. В 1380 году юрьевецкие ратники участвовали в Куликовской битве.
В 1467 году воевода князь Иван Стрига-Оболенский преследовал казанских татар от Костромы до Унжи и Юрьевца. В 1536 и 1539 годах татары совершили набеги на окрестности Юрьевца. В 1593—1594 годах была составлена «Сотная грамота 1593/94 года на посад Юрьевца Повольского», первая перепись — уникальный документ по истории XVI века. В 1552 году указом Ивана Грозного Юрьевец был передан в удел астраханскому царевичу Кайбуле. В 1556 Иван Грозный отписал Юрьевец в опричнину.

### Смутное время и XVII век
В январе 1609 года в Юрьевце против польско-литовских интервентов выступило местное ополчение под предводительством земского старосты Фёдора Красного. В том же году польско-литовский отряд шляхтича Александра Лисовского, разорив Шую и Кинешму, напал на Юрьевец, но нашёл город пустым, так как жители заблаговременно скрылись в лесах на луговой стороне. Лисовский предал город огню, а в уцелевших домах на посаде разместил отряд поляков. Позже поляки, опасаясь народного восстания, переместились на находившийся в двух верстах выше Юрьевца остров Мамшин. В мае 1609 года воевода Фёдор Иванович Шереметев прибыл из Нижнего Новгорода с военной дружиной, напал на поляков и разбил их отряд.
В начале 1611 года князь Куракин занял Юрьевец с целью подчинения его полякам. В январе 1612 года Московская боярская дума прислала в Кострому грамоту с приказом хранить присягу королевичу Владиславу, однако жители Костромской стороны поддержали движение Минина и Пожарского. Жители Юрьевца передали ополчению деньги и предоставили воинов. Юрьевецкие татары также присоединились к отряду Пожарского в Плёсе.
В 1614 году город был разграблен атаманом Захарием Заруцким. После этого на Предтеченской горе был возведён новый деревянный острог, длина стен которого составляла 700 м, он имел двое ворот. В 1619—1620 году в честь победы над польско-литовскими интервентами по заказу посадских людей была возведена Богоявленская церковь (нынешнее здание построено около 1720 года).
В XVII веке Юрьев-Повольский стал важным торговым городом. В городе служил будущий известный деятель старообрядчества протопоп Аввакум Петров. В 1652 году, после второго побега из села Лопатицы, где он служил священником и подвергся преследованиям из-за требования строгого благочестия, Аввакум был назначен протопопом в Юрьев-Повольский. Здесь он осуждал любое отступление от благочестия и взыскивал налоги для патриаршей казны, чем настроил против себя духовенство и паству. В мае — июне того же года Аввакума жестоко избила толпа, и он бежал в Кострому, а затем в Москву.
В 1653—1655 годах эпидемия чумы унесла жизни трёх четвертей населения Юрьевца.
Во время восстания Степана Разина жители Юрьевца поддержали законную власть, за что получили царскую похвальную грамоту от Алексея Михайловича 10 ноября 1670 года, освобождающую их от уплаты новых налогов на 1671 год.
В 1661 году на Воскресенской горе по указу царя Алексея Михайловича был заложен крупный каменный кремль — «Белый город». Его состояние, как и состояние всего города и уезда, было подробно зафиксировано во время писцовой и межевой переписи 1676 года (7184 г. от Сотворения мира), проведённой писцами Иваном Афанасьевичем Желябужским и подьячим Андреем Рыбинским. Согласно этой переписи, каменный кремль имел каменные стены с башнями (упоминаются Вознесенские ворота, круглая и четырехугольная башни с приведением их размеров), однако окружавшие его земляные валы и башни к этому времени частично осыпались и обрушились. Одновременно продолжал функционировать и деревянный острог из сосны и ели, имевший Полевые и Посадские ворота, караульные избы и некоторое вооружение. Город обладал значительным для своего времени арсеналом, включавшим, по росписи воеводы Ивана Борнякова, не менее 11 пищалей разного калибра, более 350 пудов пороха, 111 пудов свинца, сотни ядер, мушкетов, топоров, бердышей, рогатин и пик. Однако строительство каменного кремля так и не было завершено из-за иных приоритетов нового царя Петра I, а с 1780 года он был разобран на кирпич. В настоящее время напоминанием о крепости остаются земляной вал со рвом и озеро; местные жители называют этот район «Белый город».
Перепись 1676 года зафиксировала на посаде Юрьевца 337 жилых дворов (181 тяглый, плативший налоги, и 156 нетяглых) и 71 пустой двор. Общее число душ мужского пола составляло 582 человека (407 в тяглых и 175 в нетяглых дворах). Население было социально разнообразным: посадские люди (высшей, средней и низшей категорий), бобыли, вдовы, обедневшие жители, служилые люди (стрельцы, пушкари, воротники, ямщики, езовщики), духовенство, члены Гостиной сотни, приказные и работные люди. Писцовая книга свидетельствует о последствиях предшествующих бедствий: посадские люди в челобитной жаловались на оскудение, а значительное число пустых дворов говорит о демографических потерях.
Книга 1676 года подробно описывает экономическую жизнь города. Активно велась торговля на площади, где располагалось 57 лавок, 8 амбаров и другие строения; торговали солью, хлебом, железом, рогожами, мылом и прочими товарами. Были развиты ремёсла: кузнечное, кожевенное, гончарное, иконописное, сапожное. Важное место занимали рыболовство (в книге детально описаны рыбные ловли на Волге и озёрах) и бортничество. В городе действовали административные здания: воеводский двор, приказная изба, земская изба, таможенная изба, а также Государев Винокуренный двор.
23 октября 1695 года в Юрьевце Повольском произошло чудесное явление Корсунской иконы Божией Матери. Это событие описано в «Повести о явлении Корсунской иконы», рукопись которой (конца XVII века) была обнаружена и исследована историком Ю. С. Белянкиным. Согласно «Повести», икона была обретена в новопостроенной после пожара 1666 года деревянной Христорождественской церкви (начало строительства которой зафиксировано в писцовой книге 1676 года). Память об этом событии сохранилась в посвящении придела каменной Рождественской церкви XIX века (построена около 1815 года), возведённой на том же месте. «Повесть» также упоминает о почитании в Юрьевце другого образа — списка с Иерусалимской иконы письма Кирилла Уланова. Это анонимное произведение является важным источником по сакральной истории города, дополняя сведения о таких личностях, как Симон Юрьевецкий и протопоп Аввакум, также связанных с Юрьевцем в XVII веке. Судьба самой явленной Корсунской иконы в настоящее время неизвестна.

### Юрьевец в XVIII веке
В 1708—1714 и 1717—1719 годах Юрьевец имел статус уездного города Казанской губернии, в 1714—1717 и 1719—1778 годах — уездного города Нижегородской губернии, с 1719 года — Нижегородской провинции в составе этой губернии, в 1778—1796 годах — Костромского наместничества, в 1796—1918 годах — Костромской губернии.

#### Первые десятилетия XVIII века
В 1700 году была построена Благовещенская церковь.

#### Экономическое и социальное развитие во второй половине XVIII века
В 1746 году построена и освящена Преображенская церковь. Высшим органом городского самоуправления являлся магистрат. Он состоял из двух бургомистров и четырех ратманов. С 1785 года в дополнение к магистрату была введена городская дума во главе с городским головой. В ходе реформы Екатерины II в 1775 году в Юрьевце введена должность городничего. Для охраны порядка создана инвалидная команда, набраны десятские. В 1778 — Юрьевец получил статус города. 29 мая (марта) 1779 года императрица Екатерина II «За заслуги города перед державой пожаловала Юрьевец именным гербом». В соответствии с генпланом 1795 года в городе была осуществлена регулярная планировка. Землемерами были П. Шубников и И. Гове. В 1798 году открыта Управа благочиния. В конце XVIII века в Юрьевце открыт почтовый тракт с почтовой станцией. К 1800 году имелось уже 10 пар почтовых лошадей. В 1806 году построен специальный дом для почтовой конторы. По данным переписей в конце XVIII века в Юрьевце насчитывалось около 500 домов. Большая часть населения состояла из мещан. Также проживали купцы, духовенство, чиновники, отставные солдаты. Всего в городе было зарегистрировано около 1500 ревизских душ.

### Юрьевец в XIX веке

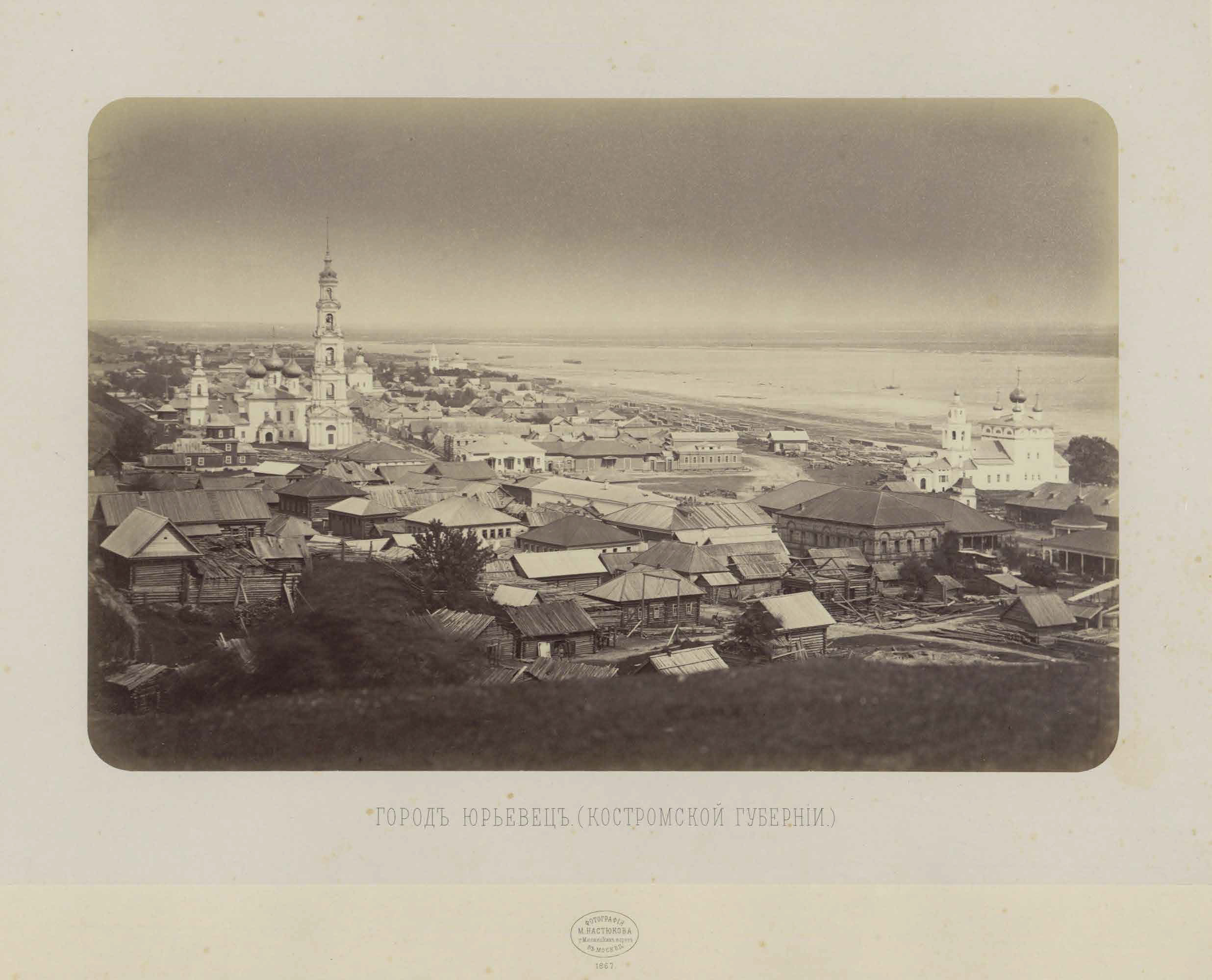
Юрьевец в 1867 году

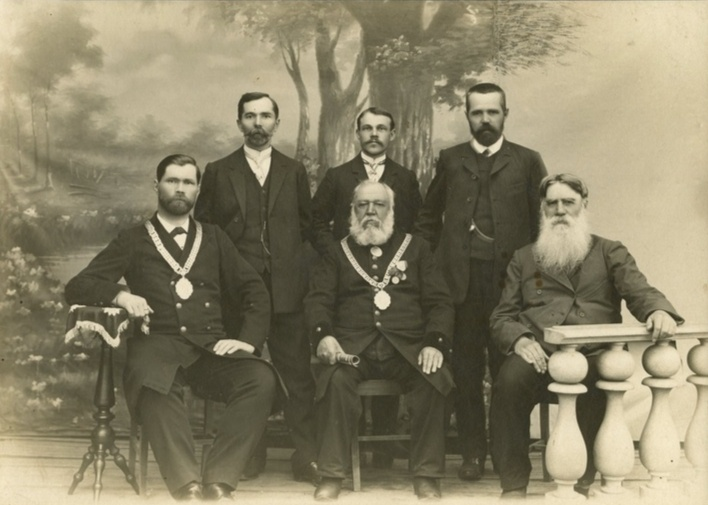
В. Е. Лицов, глава городской управы (с 1894 по 1912) с соратниками, 1911

#### Развитие города в первой половине XIX века
В 1800 году построена каменная Предтеченская церковь с колокольней. В 1815 году — Рождественская церковь. В 1816 году по инициативе начальника окружной внутренней стражи в Юрьевце была открыта больница для лечения солдат инвалидной команды и арестантов. Это было первое медицинское учреждение в городе. В 1820 году открыто приходское церковное училище. К 1820-м годам в Юрьевце насчитывалось около 140 частных лавок, объединенных в торговые ряды по продаваемым товарам. В 1838 году построен специальный общественный дом для гостиницы.

#### Промышленность, культура и события во второй половине XIX века
В 1858 году, во время путешествия по Волге, Юрьевец посетили император Александр II и императрица Мария Александровна. Пароходы «Эстафетъ» и «Курьеръ», пройдя Кинешму, остановились на ночь. 18 августа в 4 часа утра они отправились в Юрьевец, куда «Эстафетъ» прибыл к 7:30 утра. Жители города встретили императорскую чету с почестями: городской глава Дружинин, почётные купцы Аристов и Муравьев, а также представители удельных крестьян поднесли им хлеб-соль на лодках. Дочери купца Духинова преподнесли императрице два букета цветов. Перед отплытием император и императрица вышли на палубу парохода и были приветствованы собравшимися 7000 юрьевчанами, которые с криками «ура!» приветствовали Их Величества. В 9 часов утра императорская чета продолжила путь в Нижний Новгород.
С середины XIX века в Юрьевце формируется крупная грузо-пассажирская пристань. В 1865 году был запущен телеграф.
В 1866 году Юрьевец посетил наследник престола (будущий император Александр III), а в 1881 году город посетил сам император Александр III вместе с супругой Марией Фёдоровной и детьми, включая будущего Николая II.
В 1871 году построена Юрьевецкая льнопрядильная фабрика и начались первые метеорологические наблюдения в Юрьевце. В 1876 году основана Юрьевецкая публичная библиотека. В 1878 году открылась богадельня Юрьевецкого городского дома призрения престарелых и увечных лиц обоего пола. В 1880 году М. И. Красильников основал в Юрьевце пивоваренный завод. 23 апреля 1889 года открылся Юрьевецкий дом призрения для бедных граждан. В 1895 году московская компания «Брант и Ко» приобрела участок земли у Кривоезерского монастыря и приступила к строительству крупнейшего лесопильного завода в Поволжье на левом берегу Волги, напротив города Юрьевец. В результате вокруг завода было быстро построено жильё для рабочих, образовав посёлок Новая Слободка. В конце XIX — начале XX века при содействии городского главы Василия Еремеевича Лицова в городе были открыты женская прогимназия и ремесленная школа, а также замощены улицы.

### Юрьевец в начале XX века
В начале XX века Юрьевец продолжал развиваться как уездный центр Костромской губернии. В 1904 году была открыта первая земская больница. Экономическая жизнь города пополнилась новым предприятием — в 1906 году построен крахмальный завод. Культурная сфера также получила развитие: в 1911 году в городском саду был открыт Летний театр.

#### Проезд Императорской семьи мимо Юрьевца на пароходе (1913)
Особым событием для жителей стал проход императорской флотилии по Волге в мае 1913 года в рамках празднования 300-летия Дома Романовых. Вечером 17 (30) мая император Николай II с семьёй перешёл на пароход «Межень», который возглавил флотилию, направлявшуюся в Кострому. Утром 18 (31) мая флотилия вошла в пределы Костромской губернии. Московский губернатор В. Ф. Джунковский, сопровождавший императорскую семью, позже вспоминал, что для организации мер безопасности в Костроме он опередил царскую семью, воспользовавшись пароходом «Царь Михаил Фёдорович». Он также отмечал, что близ Юрьевца и Кинешмы «толпами собирался народ и духовенство, приветствуя Государя». Жители Юрьевецкого уезда, как и население других прибрежных пунктов, выражали свою преданность, собираясь на берегах Волги. К проходу флотилии Юрьевец был празднично украшен: возведены арки из зелени и флагов, здания и пристани декорированы национальными флагами и гирляндами. Местное духовенство встречало императорскую семью крестными ходами на берегу, служа молебны под торжественный колокольный звон.
В 1914 году, с началом Первой мировой войны, был сформирован 323-й Юрьевецкий пехотный полк, который вскоре был направлен на защиту крепости Ивангород.
К 1916 году Юрьевец обладал всеми атрибутами уездного города Российской империи. Функционировали уездный съезд, земская и городская управы, полицейское управление, почтово-телеграфная контора, казначейство, тюремное отделение. Городским головой был купец Александр Львович Флягин. Образование было представлено мужской классической и женской имени А. С. Пушкина гимназиями, высшим начальным училищем, городским 4-классным училищем и несколькими приходскими школами. Медицинское обслуживание обеспечивали земская больница с врачами, фельдшерами и акушерками, а также земская аптека под руководством провизора Н. И. Миндовского. В городе действовали различные общественные организации: комитет помощи больным и раненым воинам, общество вспомоществования нуждающимся учащимся, общество любителей драматического искусства, детский приют, городское детское убежище, общество взаимного страхования от огня, пожарное общество, несколько библиотек. Экономическая жизнь была представлена Общественным банком, агентствами различных страховых компаний («Россия», «Саламандра», «Якорь» и др.), многочисленными торговыми заведениями. Среди них выделялись магазины мануфактурных и галантерейных товаров А. Л. Флягина, иконная, книжная и писчебумажная торговля В. И. Лемяховского, булочная и кондитерская С. Н. Галкиной, типография и книжный магазин В. Н. Крылова. Также велась торговля дровами и лесом (наследники А. С. Павловского, Е. А. Ефимова), работала фотография Д. И. Рябова.
В 1916—1917 годах городские власти Юрьевца во главе с городским головой А. Л. Флягиным предприняли попытку открытия в городе отделения Государственного банка. В ходатайствах в Правление Госбанка указывалось на развитие местной торговли и промышленности (включая льнопрядильную фабрику, паровые мукомольные мельницы, крахмальный и лесопильные заводы), значительные обороты уездного казначейства и городского общественного банка, что создавало потребность в доступном кредите. Городское общество было готово предоставить под отделение банка каменное здание или участок земли в центре города. Однако, несмотря на эти усилия, Государственный банк дважды, в ноябре 1916 и январе 1917 года, отклонил прошения. Причинами отказа стали трудности с формированием банковского персонала в условиях Первой мировой войны и наличие других, более крупных торгово-промышленных центров, нуждавшихся в открытии отделений Госбанка в первую очередь. Таким образом, до революционных событий 1917 года отделение Государственного банка в Юрьевце так и не было открыто.

### Юрьевец в советский период

#### Становление советской власти и межвоенный период
22 декабря 1917 года (4 января 1918 года по старому стилю) в Юрьевце была установлена советская власть. 10—12 мая 1918 года в зале земской управы состоялся первый уездный съезд Советов. В 1918—1929 года Юрьевец имел статус уездного города Иваново-Вознесенской губернии, в 1929—1930 годах — районный центр Кинешемского округа Ивановской Промышленной области, в 1930—1936 — центр Юрьевецкого района Ивановской Промышленной области, с 11 марта 1936 года по 1963 год и с 1965 года — центр Юрьевецкого района Ивановской области. 17 мая 1921 года постановлением Пленума Юрьевецкого уисполкома был организован Юрьевецкий горсовет рабочих и крестьянских депутатов. 1 апреля 1923 года организовано Юрьевецкое управление госпароходства, а также учрежден Юрьевецкий архив. В 1928 году был создан райпромкомбинат. В 1929 году создан Юрьевецкий химлесхоз. В 1930 году открылся Зоотехнический техникум. В 1938 году основан Юрьевецкий лесхоз. 10 апреля 1939 года постановлением Ивановского облисполкома была организована воздушная почтово-пассажирская линия по трассе северо-восточного направления с охватом районных центров.

### Великая Отечественная война
В годы Великой Отечественной войны 1941—1945 годов Юрьевецкий район Ивановской области внёс свой вклад в достижение победы как мобилизацией людских и материальных ресурсов, работой тыла, так и героизмом своих уроженцев на фронтах.

#### Общий вклад и потери
По данным на 25 января 1945 года, работники Юрьевецкого леспромхоза, треста «Юрьевецлес» и сплавной конторы собрали 175 тысяч рублей на строительство танковой колонны «Лесной работник». В период Великой Отечественной войны 6847 жителей города Юрьевца и Юрьевецкого района не вернулись с фронта.
Тысячи жителей района ушли на фронт. Промышленность и сельское хозяйство были перестроены для нужд военного времени, население активно участвовало в сборе средств и помощи фронту.

#### Мобилизационные мероприятия и жизнь в тылу
22 июня 1941 года, после нападения Германии на СССР, жители Юрьевецкого района узнали о начале Великой Отечественной войны из радиообращения В. М. Молотова. Партийный актив города Юрьевца в тот же день принял резолюцию, декларировавшую готовность жителей выступить на защиту страны. На заседании бюро Юрьевецкого райкома ВКП(б) 22 июня 1941 года (протокол № 126) были распределены обязанности по организации мобилизации, поставке транспорта и ресурсов, замене мобилизованных работников, политической работе и обеспечению порядка. Мобилизации подлежали военнообязанные 1905–1918 годов рождения. К 23 июля 1941 года, согласно спискам, по мобилизации выбыло 622 члена и кандидата в члены ВКП(б).
4 июля 1941 года бюро Юрьевецкого РК ВКП(б) приняло постановление об усилении агитационно-массовой работы, в частности на Юрьевецкой льнопрядильной фабрике. Ставились задачи информирования населения о событиях, воспитания патриотизма и бдительности, борьбы с распространением слухов и паники, а также организации культурных мероприятий оборонной тематики.
С начала войны в Юрьевецком районе формировались отряды народного ополчения из граждан в возрасте от 17 до 55 лет, не подлежавших первоочередному призыву, включая женщин. Ополченцы проходили боевую подготовку без отрыва от основной работы. В июле 1941 года велась активная запись добровольцев в эти формирования.
Юрьевецкий район принимал эвакуированное население. В начале 1942 года прибыло около 200 взрослых и 290 детей-сирот, в том числе из Ленинграда и Витебска. Для размещения детей были открыты детские дома. Согласно докладной записке от 29 октября 1943 года, условия содержания детей из эвакуированных детских домов Белорусской ССР оценивались как удовлетворительные, несмотря на отдельные случаи заболеваний.
Жители района активно участвовали в оказании материальной помощи фронту и семьям военнослужащих. В 1941 году было собрано несколько тысяч тёплых вещей и отправлены сотни посылок на фронт. 17 сентября 1943 года было принято постановление о проведении декадников по оказанию помощи семьям военнослужащих. Осуществлялся сбор подарков для подшефных госпиталей.
Промышленные предприятия района были переориентированы на нужды фронта. Трест «Юрьевецлес», объединявший восемь леспромхозов и две сплавные конторы, выпускал ружейные приклады, сани, лыжи, снегоступы, тарную дощечку для ящиков под боеприпасы, а также поставлял древесину для Горьковского автозавода и других оборонных предприятий. 29 января 1943 года бюро Юрьевецкого РК ВКП(б) приняло решение по выполнению плана заготовки и вывоза лесоматериалов.
Население участвовало в сборе денежных средств в Фонд обороны. Значительные суммы поступали от продажи урожая, полученного со сверхплановых «гектаров обороны». За годы войны колхозы Юрьевецкого района перечислили в Фонд обороны 754 976 рублей 14 копеек. Проводилась подписка на государственные военные займы. В период с 1942 по 1945 год было размещено четыре таких займа. По плану размещения Четвёртого Государственного военного займа 1945 года, по Юрьевецкому району предполагалось собрать 6,4 миллиона рублей.
Поддерживалась связь между фронтовиками и трудящимися тыла через переписку. В архивах сохранилось, например, письмо с Калининского фронта, датированное 10 июня 1942 года, адресованное комсомольцам Юрьевецкого района.

#### Герои Советского Союза из Юрьевецкого района
Согласно Книге памяти Ивановской области, 2452 фронтовика из Юрьевецкого района были награждены боевыми орденами и медалями. Четверо из них удостоены звания Герой Советского Союза:
- Михаил Иванович Пивоваров (13 декабря 1915, д. Скуратиха — 25 мая 1976, Донецк). Родился в крестьянской семье. Окончил начальную школу в с. Мальгино и семилетнюю школу в Юрьевце. Работал бригадиром в колхозе. В ноябре 1936 года призван в Красную армию. Окончил полковую школу младших командиров и Орловское бронетанковое училище (март 1939). Служил командиром танка в Ленинградском военном округе[62]. Участник Великой Отечественной войны с 27 июня 1941 года. Воевал на Северо-Западном, Ленинградском, Волховском и 1-м Белорусском фронтах. Участвовал в боях под городом Остров (Псковская область) и под Ленинградом. За освобождение Новгорода в январе 1944 года награждён орденом Красного Знамени. В мае 1944 года за бои по освобождению польских городов Мацеюв и Лукув награждён орденом Отечественной войны II степени[62]. В ходе Висло-Одерской операции танковая рота под командованием М. И. Пивоварова уничтожила 11 танков и самоходных орудий, 15 бронетранспортёров и 3 автоколонны противника. При форсировании реки Джевичка Пивоваров нашёл брод, обеспечив переправу роты и продвижение танковой бригады. 27 февраля 1945 года М. И. Пивоварову присвоено звание Героя Советского Союза[62].

- Борис Николаевич Мошков (17 июня 1922, Юрьевец — 6 мая 1984, Кривой Рог). Родился в рабочей семье. В 1940 году окончил 8 классов, в 1941 году — Кинешемский аэроклуб. В апреле 1941 года призван в Красную армию, направлен в Поставскую авиационную школу пилотов, затем в 1-ю Чкаловскую военную авиационную школу пилотов, которую окончил в декабре 1941 года, освоив штурмовик Ил-2[62]. На фронте с июля 1942 года в звании сержанта, служил лётчиком в 431-м штурмовом авиационном полку. Участвовал в боях под Сталинградом и на Курской дуге. Был назначен командиром эскадрильи. За год боевой работы сбил 5 самолётов, уничтожил 22 танка, 11 автомашин, 20 орудий, несколько складов с горючим и боеприпасами, потопил речной пароход с военным грузом и более 800 солдат и офицеров противника[62]. 1 мая 1944 года штурмовик Мошкова был подбит, но лётчик сумел довести повреждённую машину до своей территории и покинул её на парашюте с малой высоты[62]. 19 августа 1944 года Борису Николаевичу Мошкову присвоено звание Героя Советского Союза; о награждении он узнал по радио во время боевого вылета[62].

- Алексей Иванович Сиротин (19 марта 1919, д. Гуменки — 23 февраля 1945, Мария-Хофхен, Польша). Учился в сельской школе, работал трактористом. В 1939 году призван в Красную армию, служил в танковых войсках[62]. Участник Великой Отечественной войны с 1942 года. В 1942—1943 годах участвовал в Сталинградской битве в составе 10-й стрелковой дивизии войск НКВД. Был тяжело ранен. После излечения направлен в артиллерийский полк наводчиком орудия[62]. 23 февраля 1945 года в бою у села Мария-Хофхен (Польша), оставшись один у орудия, ефрейтор Сиротин несколько часов отражал атаки противника. Когда закончились снаряды, продолжал бой с автоматом до последнего патрона, будучи смертельно раненым. В этом бою уничтожил 4 пулемётные точки и до 60 солдат и офицеров противника[62]. 27 июля 1945 года Алексею Ивановичу Сиротину присвоено звание Героя Советского Союза (посмертно)[62]. Похоронен в Польше[62].

- Николай Михайлович Балуков (16 июня 1922, д. Зяблово — 7 ноября 1943, Вита-Почтовая, Украина). Окончил неполную среднюю школу, работал мотористом, воспитателем в колонии несовершеннолетних. В Красной армии с первых дней Великой Отечественной войны[62]. В 1941 году рядовой Балуков участвовал в боях под Ленинградом, награждён медалью «За отвагу». Окончил курсы командного состава. В конце 1942 года в звании младшего лейтенанта назначен командиром пулемётной роты 529-го стрелкового полка. Участвовал в освобождении Орла, Харькова, Полтавы[62]. 1 октября 1943 года пулемётная рота под командованием старшего лейтенанта Балукова одной из первых форсировала Днепр южнее Киева. Бойцы захватили плацдарм и удерживали его до подхода батальона, отбив несколько контратак. В этом бою Балуков лично уничтожил 14 солдат противника и расчёт станкового пулемёта[62]. 29 октября 1943 года Николаю Михайловичу Балукову присвоено звание Героя Советского Союза. Погиб в бою 7 ноября 1943 года. Похоронен в селе Вита-Почтовая Киево-Святошинского района Киевской области Украины[62].

## Увековечение памяти
В послевоенные десятилетия в Юрьевецком районе на средства, собранные жителями, были установлены монументы в память о погибших воинах. Краевед, участник Великой Отечественной войны В. Е. Колмаков, составитель книг «Солдатская доблесть» и «Подвиг», документировал эти памятники культуры регионального значения, создавая карточки с их фотографиями и описаниями в начале 1970-х годов.

#### Послевоенный период
В 1954—1957 годах при сооружении Горьковского водохранилища была возведена защитная дамба протяжённостью 3,2 км, однако, несмотря на эти меры, в северной и южной частях города была утрачена часть исторической застройки. Уровень воды поднялся на 12,5 метров. В Юрьевецком районе работа по расселению зоны затопления началась в 1950 году, хотя до февраля 1952 года не было никакой системы управления. Ивановский облисполком принял решение об изъятии 39 621 га земли, в том числе 26 687 га колхозов (51 колхоз) и 13 004 га других землепользователей, под котлован водохранилища. Это затронуло в общей сложности 22 сельсовета и 81 населенный пункт. В зоне затопления находилось 384 государственных учреждения, часть из которых была перенесена в Ивановскую область, а часть — в соседнюю Костромскую. Лесозавод «Красный Профинтерн» и сельская больница были перенесены на Глазовую гору, а деревянная двухэтажная средняя школа — на Селецкое поле. Пекарня была перенесена из поселка Новая Слободка в Юрьевец, жилые дома частных лиц были разобраны и перенесены в разные места города. В 1955 году в городскую черту города Юрьевец была включена территория сельца Карпушиха, которое ранее относилось к Лазаревскому сельсовету. 12 января 1965 года Президиум Верховного Совета РСФСР принял Указ об изменениях в административно-территориальном делении Ивановской области. Согласно этому указу, был образован Юрьевецкий район, в состав которого вошёл город Юрьевец. Пучежский сельский район был преобразован в район, а город Юрьевец получил статус города районного подчинения. В середине 60-х гг. в Юрьевце появляется телевидение, одна программа. В 1967 году установлен обелиск в память о воинах — юрьевчанах, погибших в годы Великой Отечественной войны. Постановлением Государственного комитета Совета министров РСФСР от 31 июля 1970 года № 36 Юрьевец был включён в число исторических городов, имеющих ценные градостроительные ансамбли и комплексы, природные ландшафты и древний культурный слой.

#### Градостроительные инициативы 1970-х годов и подготовка к 750-летию города
В 1970-е годы в Юрьевце предпринимались значительные усилия по развитию городской инфраструктуры и жилищного фонда. Одним из наиболее амбициозных проектов этого периода стала разработка детальной планировки Предтеченского жилого района к 750-летию города.

##### Неосуществлённый проект Предтеченского жилого района
В соответствии с документом «Проект детальной планировки Предтеченского жилого района в гор. Юрьевце. Пояснительная записка», разработанным институтом «Ивановгражданпроект» в декабре 1973 года по заказу Областного отдела по делам строительства и архитектуры, предполагалось создание современного жилого района в северо-западной части города, на «горе Поэтов». Проект предусматривал многоэтажную застройку, включая пяти- и девятиэтажные дома, а также объекты социально-культурной инфраструктуры: школы, детские сады, магазины, предприятия бытового обслуживания, больницу и объекты общественного питания. Реализация проекта требовала сноса существующей частной одноэтажной деревянной застройки. Документация включала детальные планы расположения зданий, уличной сети и инженерных коммуникаций. Строительство планировалось в две очереди, начиная с 1974 года, с использованием типовых серий домов 1-447С и III-90. Проект был утвержден исполкомом Юрьевецкого районного Совета депутатов трудящихся в 1974 году, однако не был реализован в полном объеме. Существующие постройки на запланированной территории остались нетронутыми.

### Подготовка к 750-летию Юрьевца (1975 год)
К празднованию 750-летнего юбилея в 1975 году Юрьевец начал активную подготовку. Поводом для масштабных мероприятий стало вручение городу Почётной грамоты Президиума Верховного Совета РСФСР — в знак признания достижений в развитии промышленного производства и сельского хозяйства.
В рамках юбилейных мероприятий город получил дополнительные средства, направленные на улучшение условий жизни населения.
Одним из приоритетных направлений стало развитие коммунальной инфраструктуры. Было принято решение о строительстве новой котельной, призванной обеспечить теплом значительную часть Юрьевца. Работы возглавил Владимир Сергеевич Терентьев (ныне местный активист и краевед). Изначально объект планировали разместить у старого кладбища, однако в итоге котельную возвели вблизи городской больницы — из временного объекта она впоследствии превратилась в основную теплоэнергетическую установку города.
В 1976 году, с целью улучшения водоснабжения, в районе плодопитомника были пробурены восемь скважин. Однако выявленное высокое содержание железа в воде потребовало строительства станции обезжелезивания.
Также началась разработка проекта канализационных очистных сооружений. Планировалось возведение двух насосных станций на Троицком въезде и размещение самих очистных объектов за городской чертой, в районе развилки на Махлово.
Ход строительных и инженерных работ контролировал председатель райисполкома Василий Михайлович Круглов, которого современники, по воспоминаниям Владимира Терентьева, характеризовали как «грамотного человека, промышленника». Позднее Круглов был переведён в Иваново.
После его ухода руководство принял Георгий Дмитриевич Вьюгин, уделивший особое внимание развитию социальной инфраструктуры в верхней части города. В этот период начались подготовительные работы по строительству центральной районной больницы с больничным городком, нового Дома культуры и здания почты.
С приходом на пост первого секретаря райкома партии Анатолия Ивановича Царёва приоритет был смещён в сторону сельского хозяйства. Главный акцент сделан на строительстве ферм и благоустройстве подъездных дорог, где были достигнуты заметные успехи.
Несмотря на существование подробного плана развития Предтеченского района, к юбилею было реализовано лишь несколько объектов — в том числе 87-квартирный жилой дом и дом на улице Чкалова.
Особое внимание было уделено реставрации памятников архитектуры. Так, в 1974 году начались работы по восстановлению пятиярусной Юрьевецкой колокольни: конструкция была обнесена строительными лесами, и к юбилею её внешний облик был полностью восстановлен, включая ранее утраченный шпиль.
Значимым событием стало и открытие в 1983 году автодороги Пучеж — Юрьевец, связавшей город с трассами Большого Ивановского кольца.

### Постсоветский период
В постсоветский период экономика Юрьевца столкнулась с глубоким системным кризисом, который привёл к закрытию большинства градообразующих предприятий. К 2011 году в городе осталось лишь одно крупное или среднее промышленное предприятие, а Юрьевец был отнесён исследователями к «группе риска» среди малых городов Ивановской области.
Кризис сопровождался устойчивой депопуляцией и деградацией инфраструктуры. Износ водопроводных сетей уже к 2012 году достигал 75 %, что приводило к постоянным авариям и усугубило водный кризис во время аномальной жары летом 2021 года. 15 мая 2021 года район серьёзно пострадал от урагана. На фоне этих проблем в 2015 году возникла общественная инициатива о выходе из состава Ивановской области, не получившая, однако, развития.
В начале 2010-х годов в городе и районе начался период постепенной модернизации. В 2011 году был построен причал на Асафовых островах, открыт филиал поликлиники в микрорайоне Глазовая Гора и начаты ремонты в нескольких детских садах, которые открылись в 2012 году. Переломным моментом в культурной жизни стало возвращение в 2012 году в Юрьевец архива кинорежиссёра Андрея Тарковского. В этот же период были заложены основы для будущих масштабных проектов: в декабре 2012 года судом было принято решение о передаче берегозащитной дамбы в муниципальную собственность (её реконструкция завершилась в 2022-м), а на 2012—2013 годы были запланированы крупные вложения в ремонт ЦРБ и разработку проекта газификации города.
Эти инициативы получили развитие в 2020-е годы, когда началась реализация масштабных программ благоустройства. Программа газификации стартовала в 2021 году, и в конце 2022-го газ поступил в первые дома. В 2022 году завершилась реконструкция берегозащитной дамбы. В 2023 году, после 13-летнего перерыва, возобновился приём круизных теплоходов. В 2021—2024 годах были проведены масштабные работы по благоустройству: отремонтированы десятки улиц, включая Советскую, Нахимова и проспект Мира, реконструирован городской сад, обновлены набережная и привокзальная площадь, установлено 11 новых остановочных павильонов. Параллельно велись капитальные ремонты в учреждениях социальной сферы.
Среди других значимых событий периода — демонтаж памятника В. И. Ленину на центральной площади 16 апреля 2025 года и смена руководства района, когда 19 декабря 2024 года главой был избран Андрей Масленников. В рамках празднования 800-летия Юрьевца, отмечаемого в 2025 году, были выпущены почтовая марка и памятная серебряная монета Банка России номиналом 3 рубля. Одним из примеров частных инициатив по благоустройству стала работа местной жительницы Анастасии Смысловой, создавшей на одном из пожарных спусков изображение чаек.

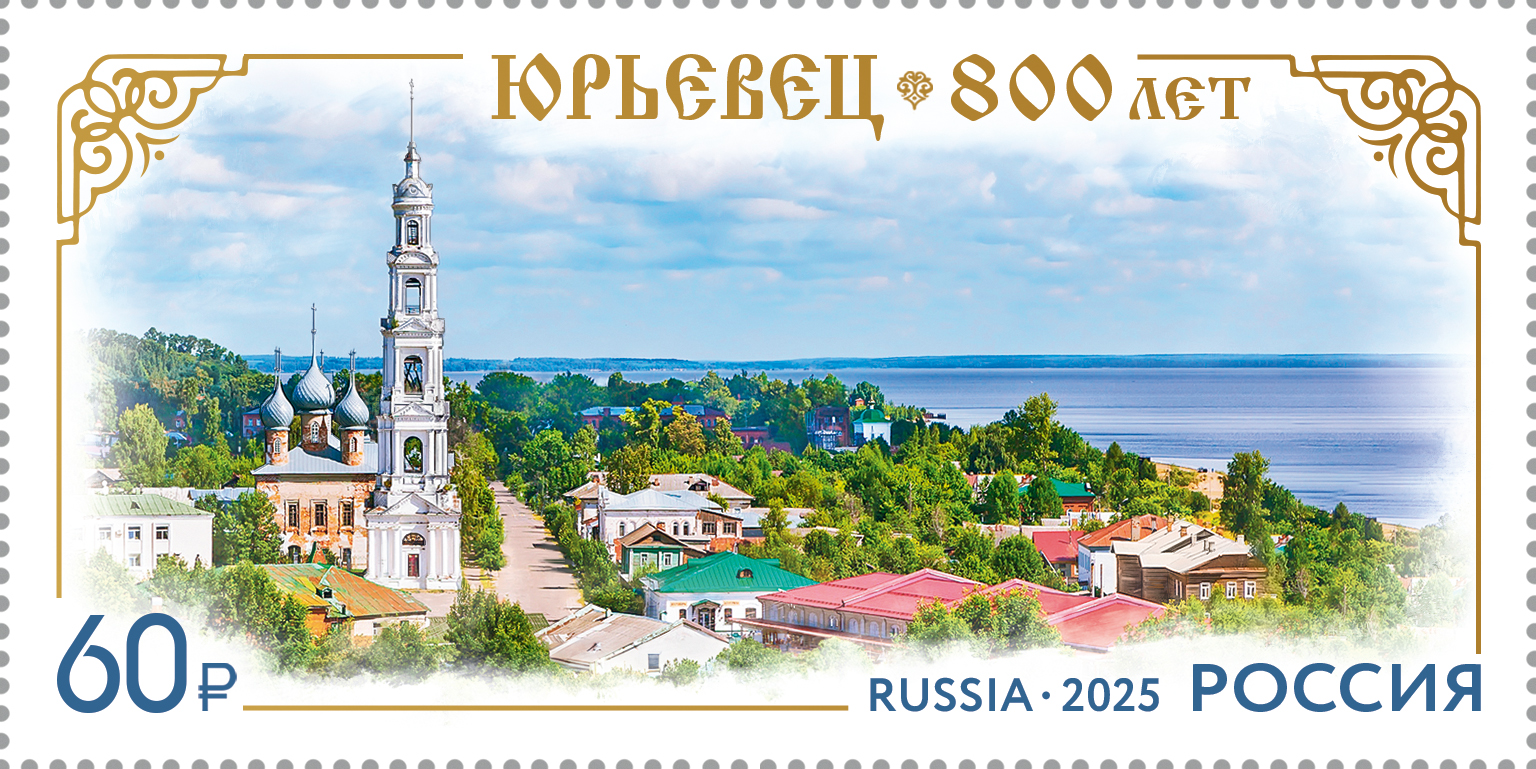
Почтовая марка к 800-летию города, 2025 год. Художник: М. Бодрова

## Население
1858 год — 2323 человек. В 1861 году насчитывалось 2144 человек. К 1909 году — 9000 человек. 1912 г. — 5247 чел. В 1913 г. — 5300 жителей. По предварительным итогам Всероссийской переписи населения на 1920 год в Юрьевце — 7093 чел. В 1923 году — 8036 жителей. По данным статистической отчётности 1979—2009 годов наблюдается постоянное ежегодное уменьшение численности населения. В период с 1979 года по 1995 год ежегодная убыль населения составляла 150—170 человек, за период с 1995 по 2002 год — около 550 человек, за период 2002—2009 годов — около 190 человек. За 30 лет (1979—2009) население города уменьшилось с 18,3 тыс. чел. до 11,3 тыс. чел., то есть на 7 тыс. человек (около 40 %). На настоящий момент убыль населения продолжается. Важным фактором, определяющим демографическую ситуацию в городе и области в целом, является постепенное увеличение естественной убыли населения, вызванное ростом смертности и снижением рождаемости, а также миграцией населения.
По данным Росстата, на 1 января 2025 года численность постоянного населения города составляла 7245 человек.
Одной из основных причин массового оттока населения в другие города и регионы является недостаток рабочих мест в городе. Чаще всего жители вынуждены искать работу в таких городах, как Иваново, Москва и Нижний Новгород, что приводит к миграции населения.
| 1856    | 1897    | 1926    | 1931    | 1939    | 1959    | 1967    | 1970    | 1974    | 1979    | 1989    |
| ------- | ------- | ------- | ------- | ------- | ------- | ------- | ------- | ------- | ------- | ------- |
| 2500    | ↗4800   | ↗9300   | ↗10 800 | ↗15 508 | ↗19 746 | ↗21 000 | ↘20 144 | ↘20 000 | ↘18 073 | ↘16 529 |
| 1992    | 1993    | 1996    | 1998    | 2000    | 2001    | 2002    | 2003    | 2005    | 2006    | 2007    |
| ↘16 000 | ↘15 900 | ↘15 400 | ↘14 800 | ↘14 200 | ↘14 000 | ↘12 664 | ↗12 700 | ↘12 200 | ↘11 900 | ↘11 600 |
| 2008    | 2009    | 2010    | 2011    | 2012    | 2013    | 2014    | 2015    | 2016    | 2017    | 2018    |
| ↘11 500 | ↘11 316 | ↘10 210 | ↘10 200 | ↘9746   | ↘9404   | ↘9092   | ↘8784   | ↘8536   | ↘8378   | ↘8281   |
| 2019    | 2020    | 2021    |         |         |         |         |         |         |         |         |
| ↘8154   | ↘7945   | ↘7899   |         |         |         |         |         |         |         |         |

На 1 января 2025 года по численности населения город находился на 1010-м месте из 1124 городов Российской Федерации.
Национальный состав
По итогам переписи населения 2020 года проживали следующие национальности (национальности менее 0,1 % и другое, см. в сноске к строке «Другие»):
| Национальность | Численность, чел. | Доля     |
| -------------- | ----------------- | -------- |
| Русские        | 7550              | 95,58 %  |
| Азербайджанцы  | 16                | 0,20 %   |
| Украинцы       | 15                | 0,19 %   |
| Татары         | 14                | 0,18 %   |
| Другие         | 304               | 3,85 %   |
| Итого          | 7899              | 100,00 % |

## Экономика
В конце 1980-х годов промышленность города была представлена рядом предприятий, работающих в основном на базе местных сырьевых ресурсов активной сельскохозяйственной зоны молочно-овощеводческой, льноводческой специализации — молокозаводом, льночесально-прядильной фабрикой, рыбным и консервным и пивоваренным заводами, деревообрабатывающим комбинатом (ДОК), хлебозаводом, кирпичными заводами, а также рядом мелких предприятий. Общая численность занятых в промышленности на 1 января 1988 года составляла — 4,1 тысячи человек, или 58,7 % всего работающего населения.
Современная экономика города Юрьевец включает в себя организации, занимающиеся производством и распределением электроэнергии, газа и воды. Среди таких организаций можно выделить: ОАО «Домоуправление», ОАО «Юрьевецкие электрические сети», ООО «Тепло-Город», а также малые предприятия, производящие продукцию, как для нужд города, так и для реализации за его пределы: ООО «Мебель Омега», ООО «Техсервис», ООО «Визит», «Юрьевецкая бумажная компания», швейные цеха. В городе находится швейная фабрика «Ирида-Мед».

## Инфраструктура

### Теплоснабжение
В городе Юрьевец централизованное теплоснабжение обеспечивается несколькими источниками тепловой энергии: котельными, находящимися в аренде у ООО «Теплоцентраль» (котельная № 1), ООО «Тепло-город» (котельные № 2, № 7, № 11, № 23, № 24) и ООО «РК-2» (котельные № 6, № 10, № 17, № 19, № 22), а также муниципальным унитарным предприятием «Муниципальная управляющая компания» (МУП «МУК») (котельная № 9). Системы теплоснабжения от котельных в основном закрытые, двухтрубные, с температурным графиком 95/70 °C. Горячее водоснабжение, как правило, отсутствует, за исключением котельной № 2, которая также обеспечивает ГВС для Юрьевецкой ЦРБ и некоторых жилых домов.
Основными видами топлива для котельных являются мазут (котельная № 1), уголь (котельные № 2, № 7, № 11, № 6, № 17, № 19, № 22, № 23, № 24, № 9). Планируется перевод ряда котельных на природный газ с использованием дизельного топлива в качестве резервного.
Значительная часть тепловых сетей проложена под землей, используются стальные трубы. В рамках планов по модернизации, применяются энергоэффективные материалы.
В городе существуют проблемы с изношенностью тепловых сетей, что приводит к потерям тепла и технологическим нарушениям.
Для повышения надежности и качества теплоснабжения планируется:
- Строительство перемычки между тепловыми сетями котельных № 1 и № 2.
- Строительство новых газовых блочно-модульных котельных взамен существующих угольных (№ 2, № 17, № 19, № 22, № 6, № 10 — уже построена).
- Реконструкция действующих котельных (№ 7).
- Реконструкция и строительство тепловых сетей в контурах котельных.
- Проводить режимно-наладочные работы на котельных.
- В связи с планами по газификации территорий г. Юрьевца, котельные № 17,19,22 будут переведены на природный газ. При этом дизельное топливо будет использоваться как резервное.

Индивидуальное теплоснабжение распространено в частном секторе и осуществляется, в основном, от дровяных печей и автономных систем энергоснабжения.
Ряд тепловых сетей в городе являются бесхозными и требуют постановки на учет.

### Водоснабжение
В городе Юрьевец действует централизованная система водоснабжения, утверждённая постановлением администрации Юрьевецкого муниципального района. В 2024 году произведена актуализация схемы водоснабжения на 2025 год. С 1 января 2025 года гарантирующей организацией назначено МУП «Коммунальщик». Юрьевец обеспечивается централизованной системой холодного водоснабжения, включающей 12 артезианских скважин, эксплуатируемых ООО «Аква-город» и администрацией Юрьевецкого муниципального района. Вода из скважин подается в распределительную сеть с регулировкой напора посредством преобразователей частоты и водонапорных башен. Также существует централизованная система горячего водоснабжения от котельной № 2, находящейся в управлении МУП «МУК» и эксплуатируемой МУП «Коммунальщик».
Город разделен на несколько эксплуатационных зон: центральная часть, микрорайон Глазова гора и район ул. Учхоз. Системы водоснабжения имеют общую протяженность 82,7 км, 28,9 км и 1 км для центральной части, Глазовой горы и Учхоза, соответственно. Обслуживанием сетей водоснабжения в районе Учхоза занимается МУП «Коммунальщик», тогда как остальная часть сетей находится в ведении ООО «Аква-город».
По состоянию на 2021 год, общий отпуск воды потребителям от Юрьевецкого водозабора составляет 252,77 тыс. м³ в год. Забор воды составляет 2023,2 м³/сут. При этом, по данным ООО «Аква-город», отпуск воды абонентам без прибора учета составляет 42,3 тыс. м³. в год.
В рамках муниципальной программы по развитию инфраструктуры запланированы следующие мероприятия:
- Строительство новых скважин и водозаборных сооружений, а также станции водоподготовки, общей производительностью 4,5 тыс. м³/сут.[115]
- Реконструкция и замена существующих водопроводных сетей общей протяженностью 9,4 км (магистральных) и 30 км (распределительных), а также замена изношенных водоводов протяженностью 25 км.[115]
- Установка приборов учета воды у потребителей.[115]
- Установка автоматики и частотных преобразователей на насосных станциях.[115]
- Создание пожарных резервуаров объёмом 1560 м³.[115]

Планируется переход на замкнутую систему горячего водоснабжения с установкой водо-водяных теплообменников.
По данным ООО «Аква-город», общая протяженность сетей централизованного горячего водоснабжения составляет 1073,83 м.
Общий дефицит мощности водозаборных сооружений составляет 56,24 м³./ч., что требует увеличения производительности системы водоснабжения.

#### Износ сетей
Значительная часть водопроводных сетей города была проложена в 1970-1980х годах и характеризуется высоким уровнем износа. В некоторых районах города на отдельных участках отсутствует техническая информация о годах прокладки. По данным источника, износ оборудования водозаборных скважин составляет более 80 %, а также отмечается, что темпы замены сетей являются недостаточными для снижения общего процента износа.

#### Качество воды
По состоянию на 2021 год, согласно данным лабораторного контроля, качество воды в скважинах по исследованным санитарно-гигиеническим, микробиологическим и радиологическим показателям соответствует требованиям СанПиН 1.2.3685-21 «Гигиенические нормативы и требования к обеспечению безопасности и (или) безвредности для человека факторов среды обитания».

#### Текущие проблемы
Системы водоснабжения города характеризуются высоким износом водопроводных сетей и насосного оборудования. Отсутствует система автоматизации и телемеханизации. Процент приборного учета воды составляет 83,3 %. Отмечается недостаточная мощность водозаборных сооружений, особенно в период максимального водопотребления.

## Транспорт
- Автобусное сообщение: Автобусы обеспечивают пригородное и междугороднее сообщение — с Москвой, Ивановом, Кинешмой, Нижним Новгородом и др.
- Городской маршрут обслуживают 2-3 автобуса по графику, также автобусы ходят по району по штатному расписанию. Присутствует городское такси.
- Пассажирское судоходство, осуществлявшееся по Волге в XIX—XX веках, в новейшее время прекращено, речной вокзал в 2009 году продан местному ООО «Яхтклуб». Но в 2022 году возобновлен маршрут «Нижний Новгород — Чкаловск — Юрьевец» с помощью скоростного судна «Валдай»[117].
- Ближайшая железнодорожная станция находится в городе Кинешме на расстоянии 60 км от Юрьевца. Станция «Кинешма» была открыта в 1871 году в составе линии Иваново-Вознесенск — Кинешма Шуйско-Ивановской железной дороги, ныне Ярославского региона Северной железной дороги.
- Ближайшая переправа через Волгу находится у деревни Быстрица — села Столпино.

## Архитектура

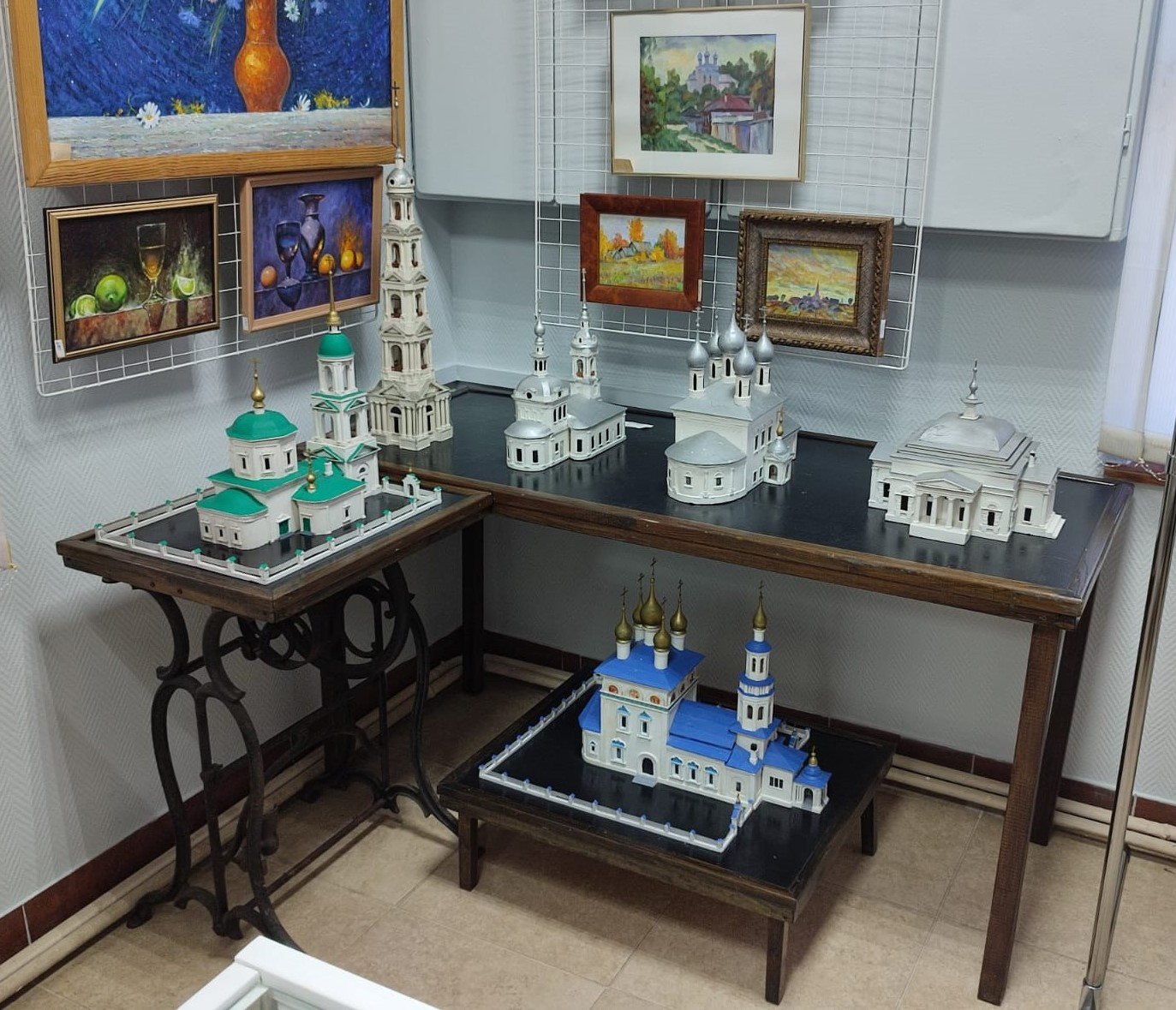
Модели храмов Юрьевца. Музей Андрея Тарковского

В Юрьевце сохранилось значительное количество памятников архитектуры, представляющих разные стили и эпохи. Город известен ансамблями храмов, гражданскими зданиями эпохи классицизма и промышленными постройками XIX века. Центральным местом исторической застройки является Георгиевская площадь.

### Храмовые постройки
- Храм Богоявления (около 1720) — самый ранний из сохранившихся памятников архитектуры Юрьевца. Первое упоминание о деревянной Богоявленской церкви относится к XVI веку. В 1702—1719 годах на её месте была построена каменная пятиглавая церковь в стиле нарышкинского барокко, украшенная уникальными деталями кирпичного и изразцового узорочья из утраченных храмов. Располагался в Богоявленском переулке (ныне переулок Ф. Энгельса). В 1938 году церковь была закрыта и передана под общежитие и краеведческий музей. С 1989 года церковь вновь действующая. С западной стороны церкви, на площадке, расположено монастырское кладбище, где во время оползней открываются человеческие останки.[23][118][119]
- Входоиерусалимский собор (зимний) — двухстолпный храм, построенный в 1733 году, перестроен в 1806 году в стиле барокко, имеет трапезную и придел Иоанна Воина. Располагается на Георгиевской улице, ныне улица Советская. В 1929 году храм был закрыт. В настоящее время возвращен Русской Православной Церкви.
- Успенский собор (летний) — храм в стиле позднего русского классицизма, построен в 1825—1833 годах. Располагается на Георгиевской улице, ныне улица Советская. В 1929 году храм был закрыт, использовался под склад пивзавода. В настоящее время собор возвращен Русской Православной Церкви.
- Колокольня с храмом Георгия Победоносца — пятиярусная колокольня в стиле позднего классицизма, возведена в 1840 году, возможно, по проекту П. И. Фурсова.
- Храм Сретения Господня (1757) — каменный храм в стиле барокко, расположен в Сретенском переулке (ныне Красной Звезды), имеет резной иконостас. Закрыта в 1930 году и передана под солодовню пивзавода. В настоящее время церковь восстанавливается.
- Храм Рождества Христова (1815) — каменный храм в стиле барокко, построен в честь победы над французами в войне 1812 года. Композиция симметрична относительно продольной оси и состоит из примыкающих друг к другу объемов храмовой части, трапезной и колокольни, располагается на территории Юрьевецкого подворья Свято-Николо-Шартомского монастыря.
- Храм Сошествия Святого Духа (1839) — кладбищенский храм в стиле позднего классицизма с ярусной колокольней. Расположен за городом, ныне находится в черте города на улице Герцена. В советское время храм был закрыт всего несколько лет. С 1945 года богослужения не прекращались.[120][4]
- Храм Усекновения Главы Иоанна Предтечи и Храм Феодоровской иконы Божией Матери.[120]

### Гражданская архитектура
- Здание бывшего питейного дома (дом Павловского): Построен до 1779 года. Представляет собой пример гражданского здания периода классицизма. Кирпичное здание, стены оштукатурены, детали карниза выполнены из белого камня.
- Каменные торговые ряды: Построены в третьей четверти XIX века в стиле эклектики. Крупное двухэтажное здание, отличающееся строгостью фасадного декора и рациональностью внутренней структуры. В XX веке на дворовой территории были размещены деревянные торговые ряды в формах модерна.
- Магазин и швейная мастерская городского головы А. Л. Флягина: Здание первой четверти XX века, построенное для семьи «городского головы» Флягина, в котором в настоящее время располагается Историко-художественный музей. Двухэтажное здание из красного кирпича с башенкой.
- Здание казначейства: Построено в конце XVIII — начале XIX века. Расположено по адресу ул. Советская, 105. Одноэтажное прямоугольное здание в стиле классицизма, с двускатным козырьком над входом.
- Здание городской управы: Построено в 1913 году в стиле неоклассицизма. Небольшое административное здание, один из лучших архитектурных памятников города начала XX века.
- Деревянный купеческий лабаз: Построен во 2-й половине XIX века. Традиционное складское помещение с галереей, расположен на углу улицы Тарковского и въезда Весниных. Отреставрирован в 2025 году.
- Жилые дома XIX — начала XX веков: Представлены различными примерами деревянной и кирпичной архитектуры этого периода. Среди них: Кирпичный дом В. Н. Демидова (конец XIX века), двухэтажный особняк купца-лесопромышленника И. Я. Горохова, дом купцов Никифировых (ул. Советская, 73), деревянный дом М. Н. Черкасского (1909), дом Ефимова (1910-е годы), дом Лицова (1904) (ул. Советская, 153).

### Промышленные здания
- Здание бывшей льняной фабрики А. В. Брюханова: Построено в 1870—1890-е годы. Представляет собой комплекс производственных зданий из красного кирпича в стиле промышленной архитектуры того времени.
- Здание бывшего пивоваренного завода Красильникова и Бобылёва: Построено в 1880 году. Кирпичные производственные здания, характерные для промышленной архитектуры XIX века.

### Учебные заведения
- Городо-Миндовское училище (1879) — здание в стиле рациональной архитектуры.
- Мужская гимназия (1909) — здание в стиле модерн.
- Женская гимназия им. А. С. Пушкина, затем средняя школа № 1 (1893)

### Археологические памятники
- Земляные валы, сохранившиеся от Белого города: Возведены в 1660-е годы, представляют собой остатки каменной крепости (недостроенный кремль).

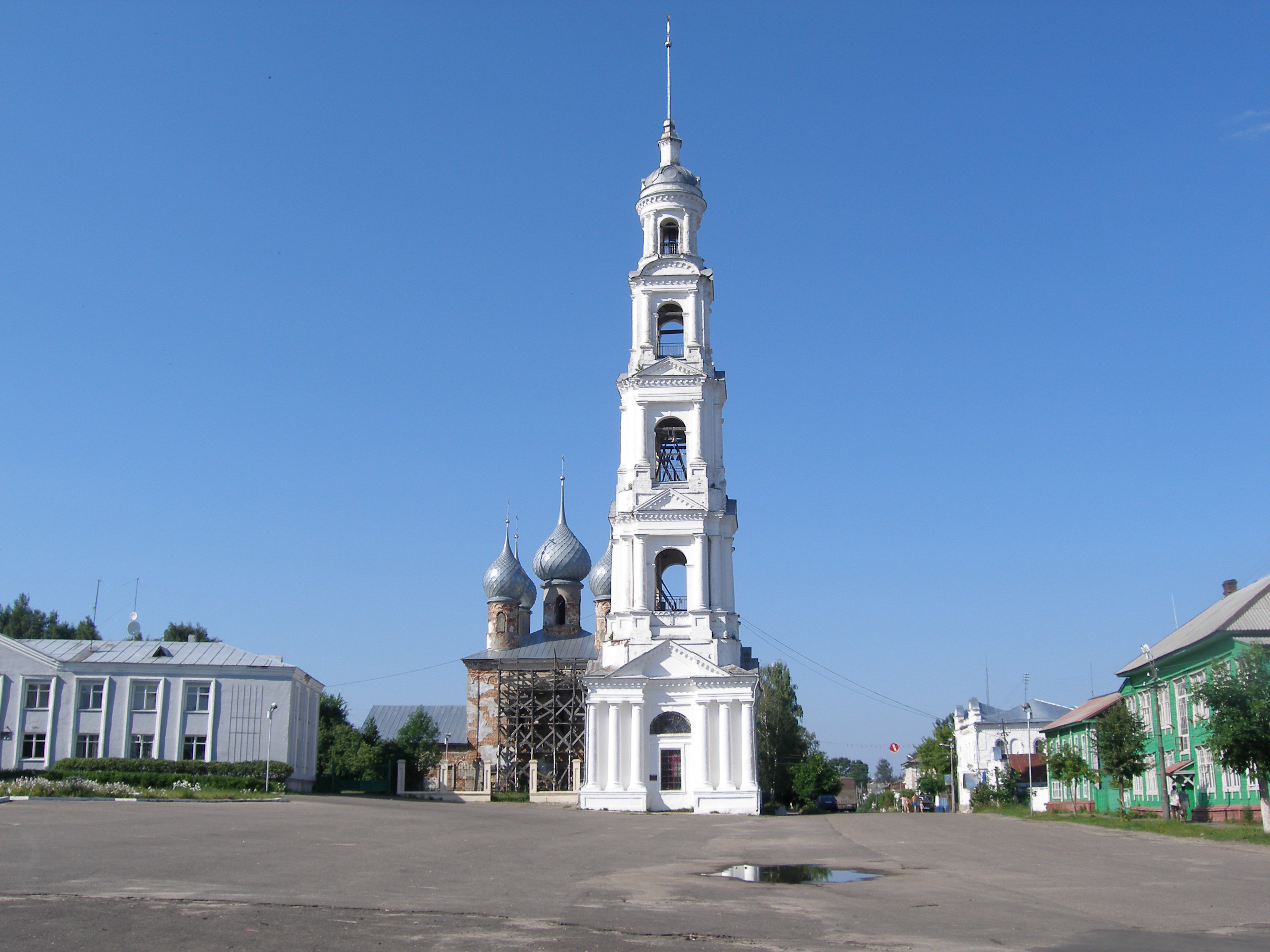
Георгиевская площадь
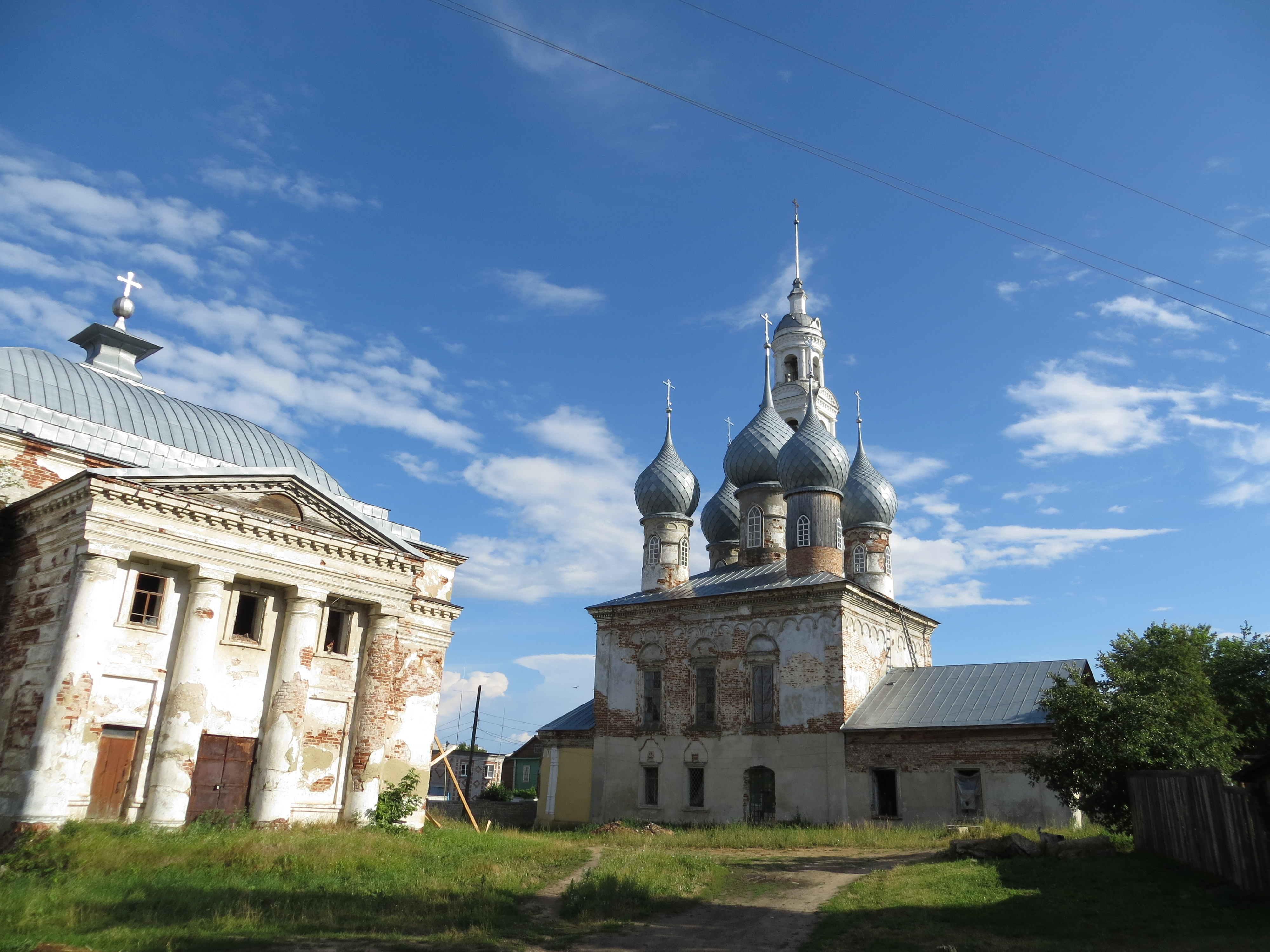
Соборный ансамбль (1733 и позднее)
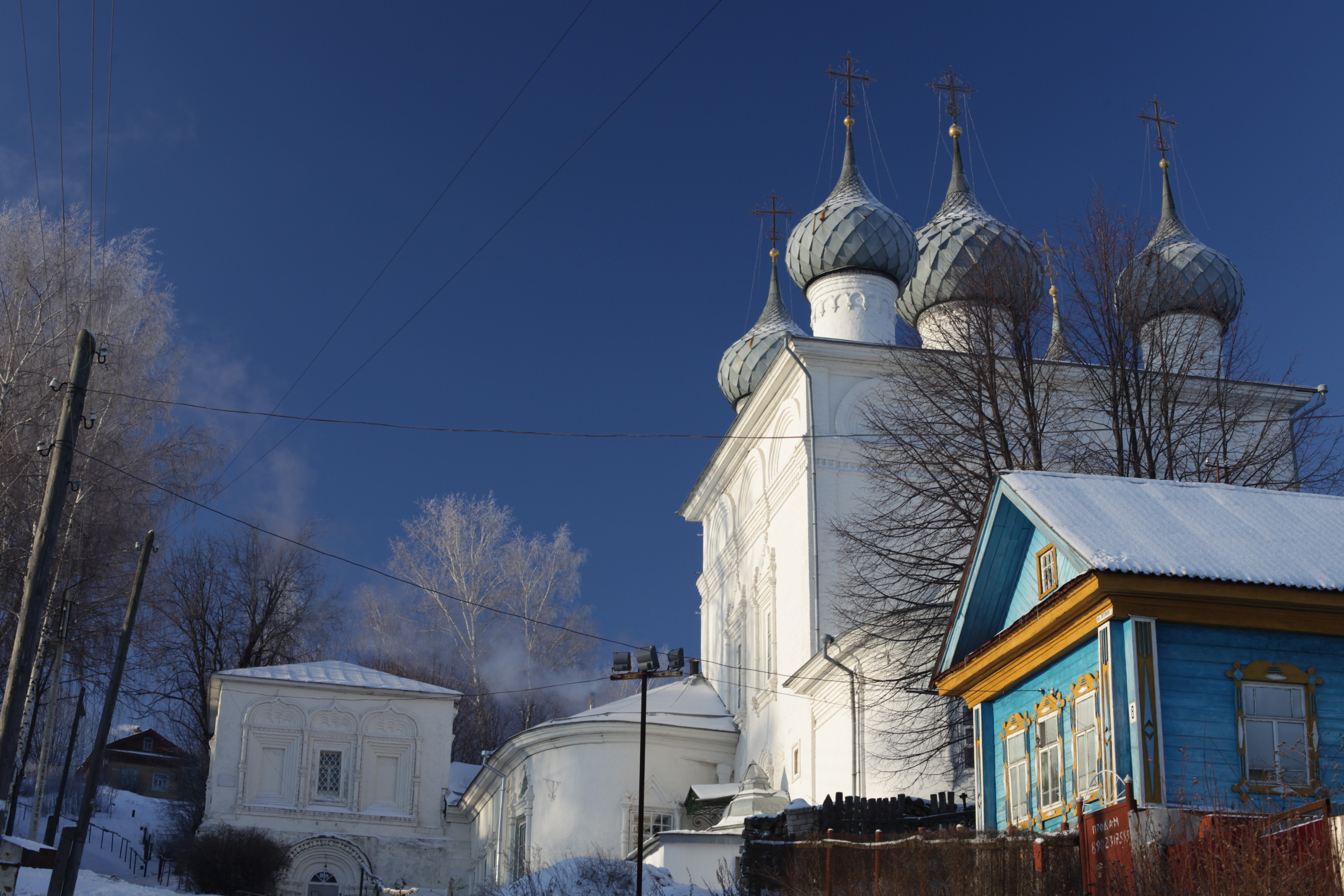
Храм Богоявления (около 1720)
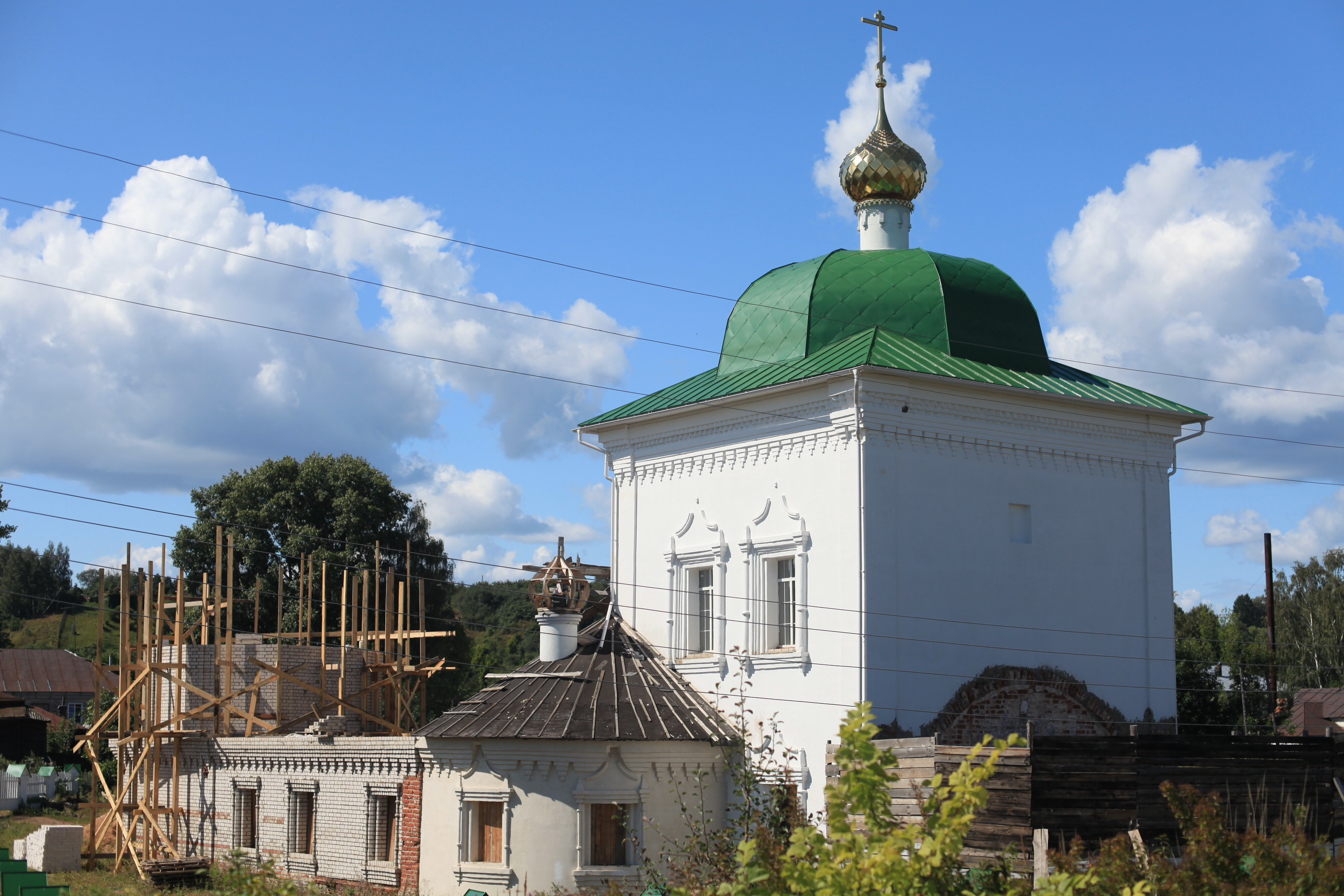
Храм Сретения Господня (1757)
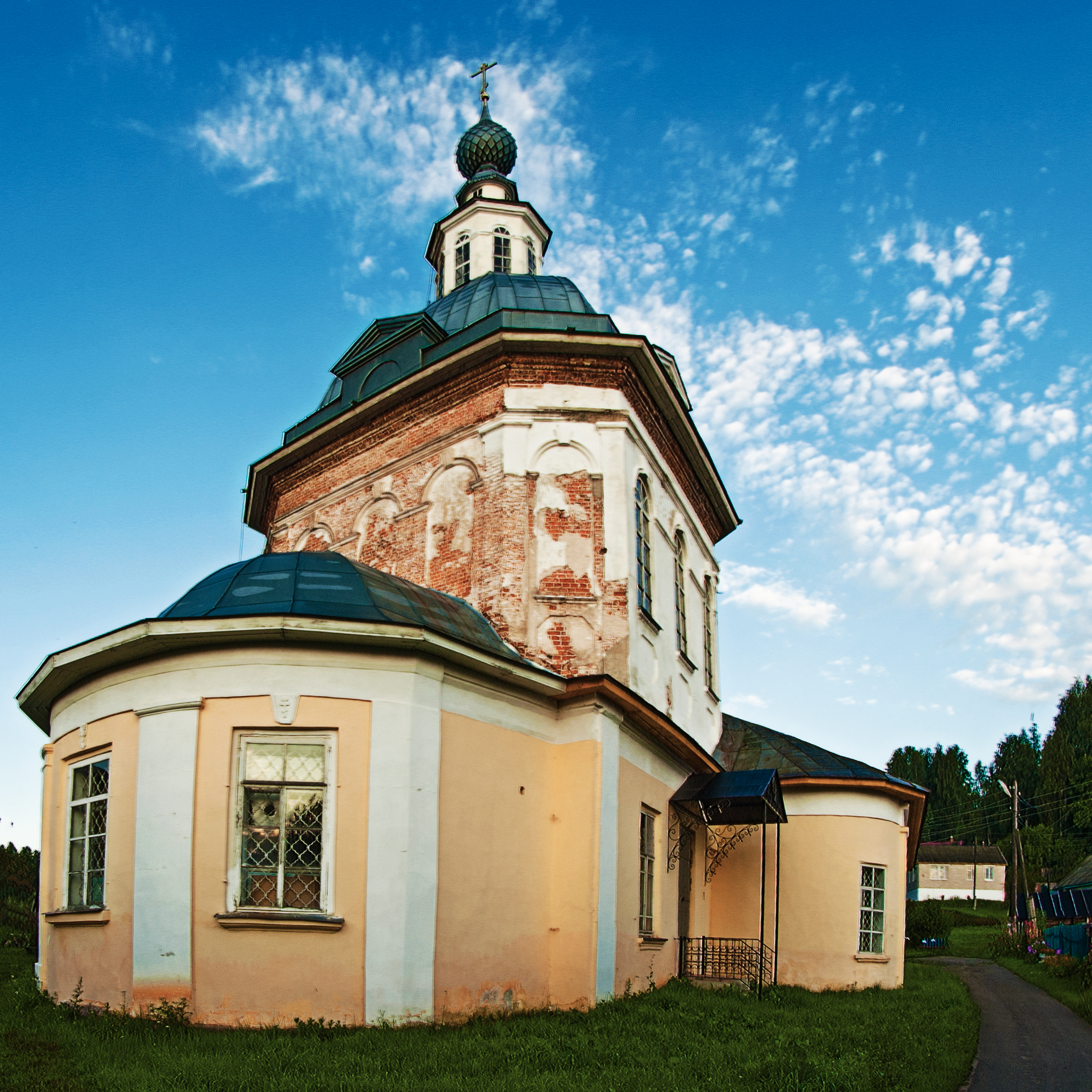
Храм Рождества Христова (1815)
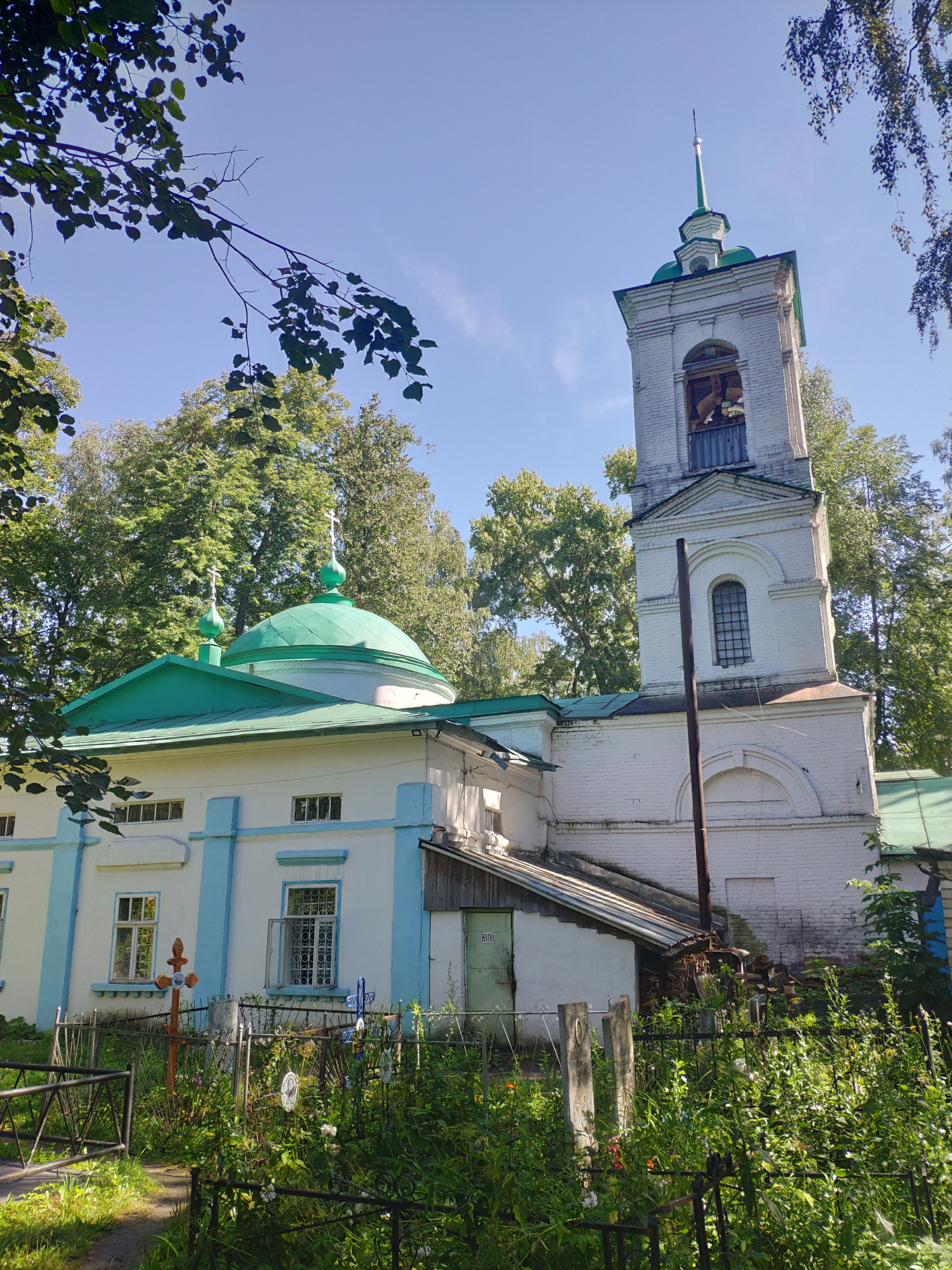
Храм Сошествия Святого Духа (1839)
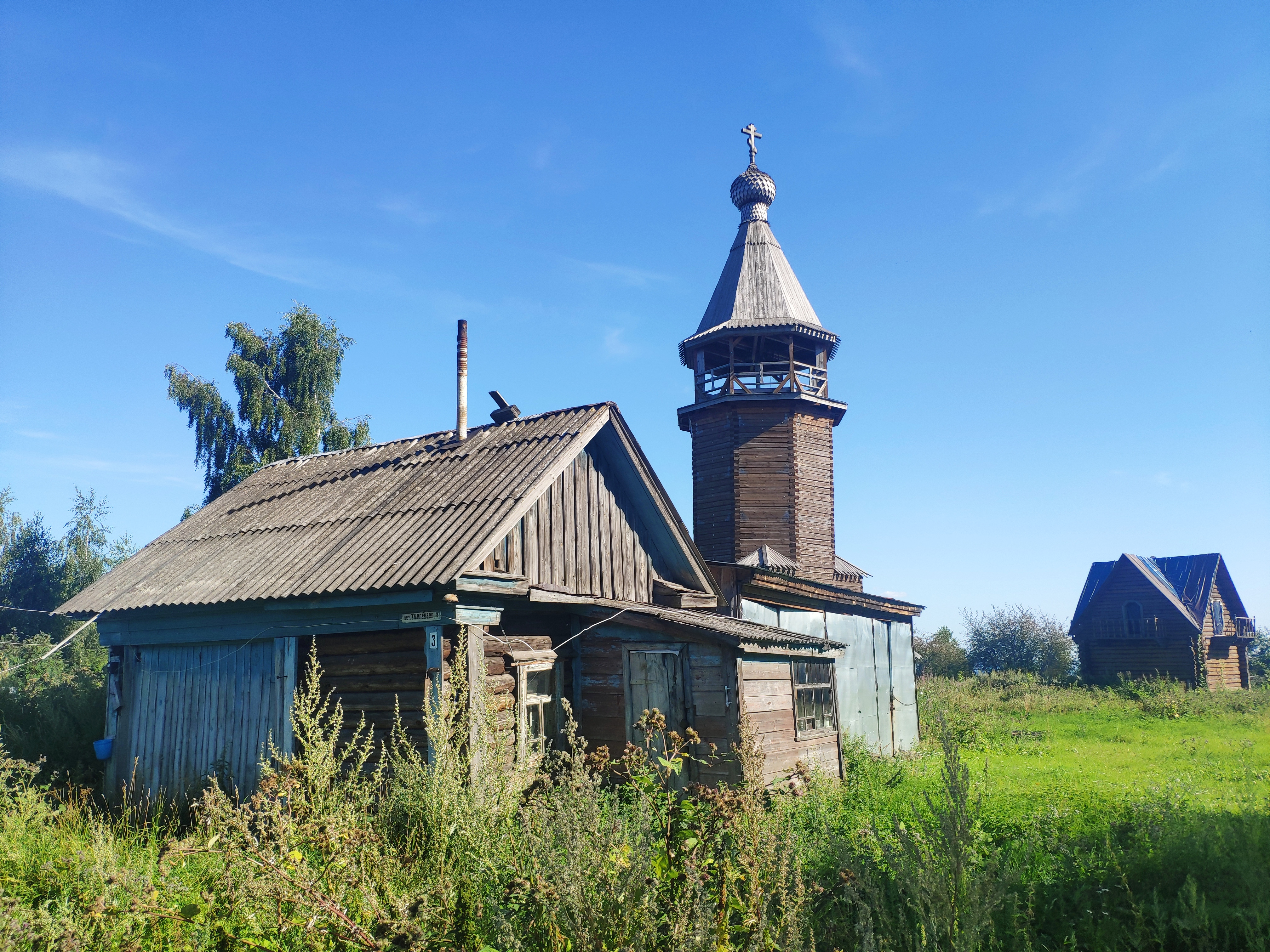
Храм Рождества Пресвятой Богородицы
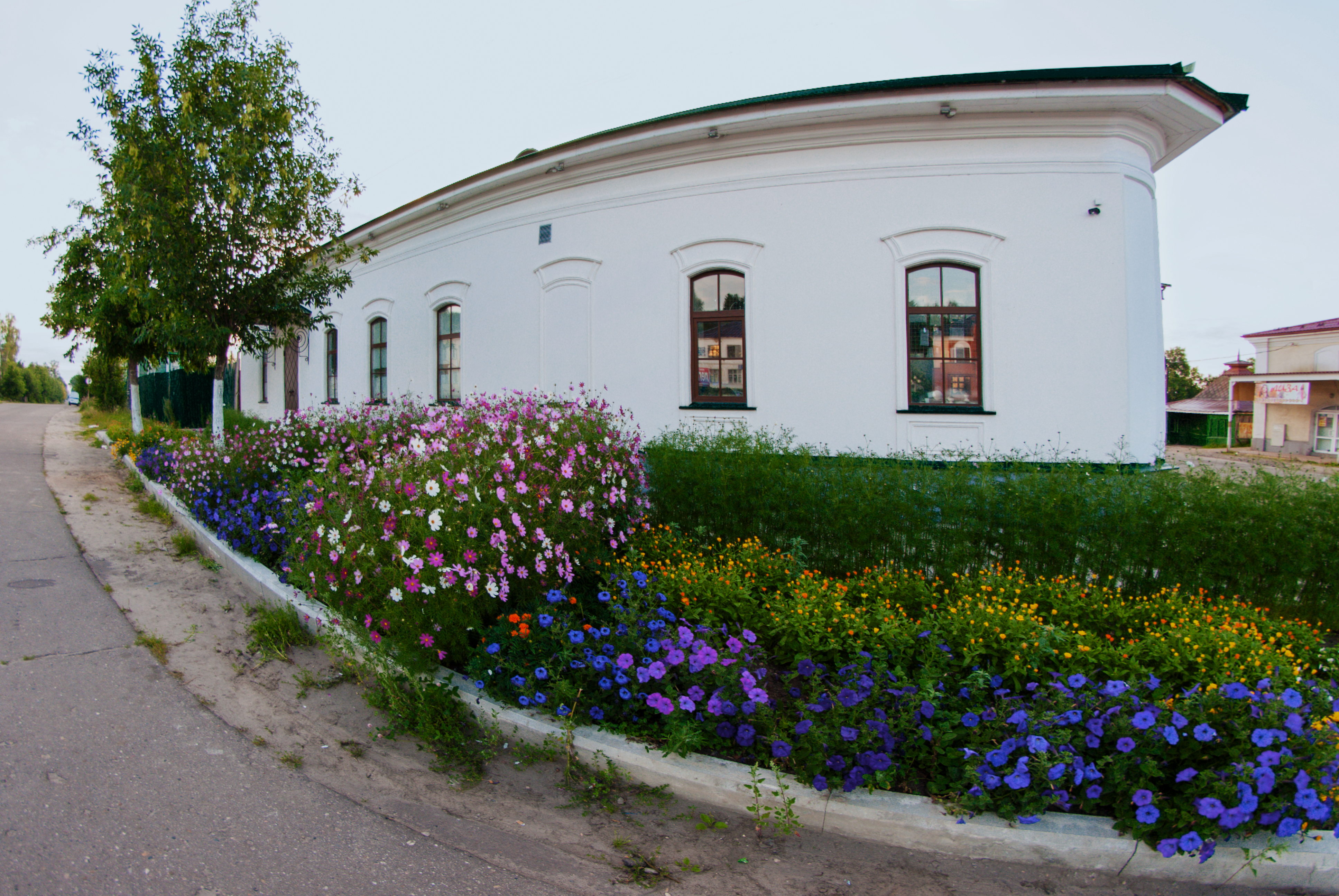
Питейный дом (до 1779)
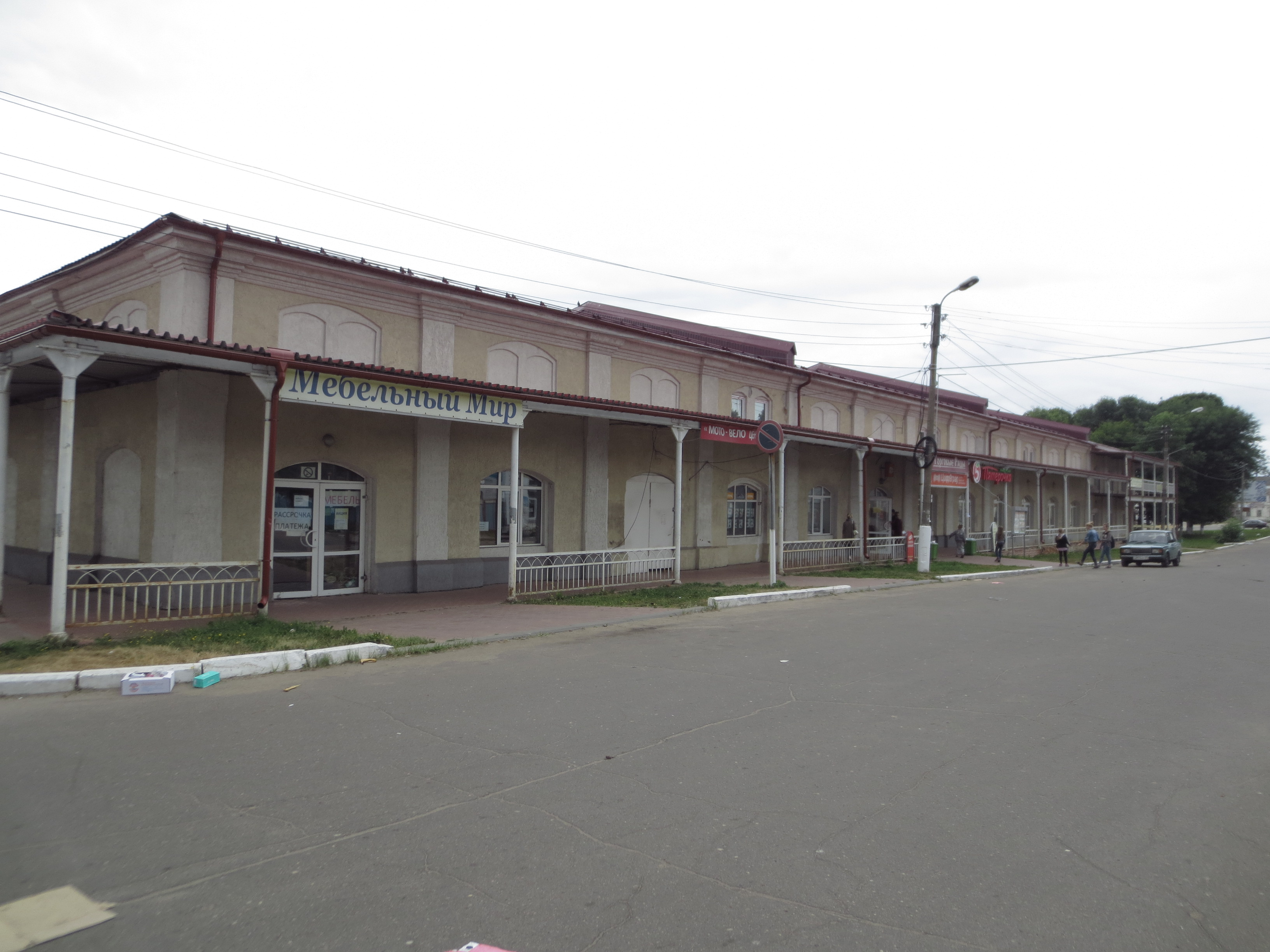
Торговые ряды (третья четверть XIX века)
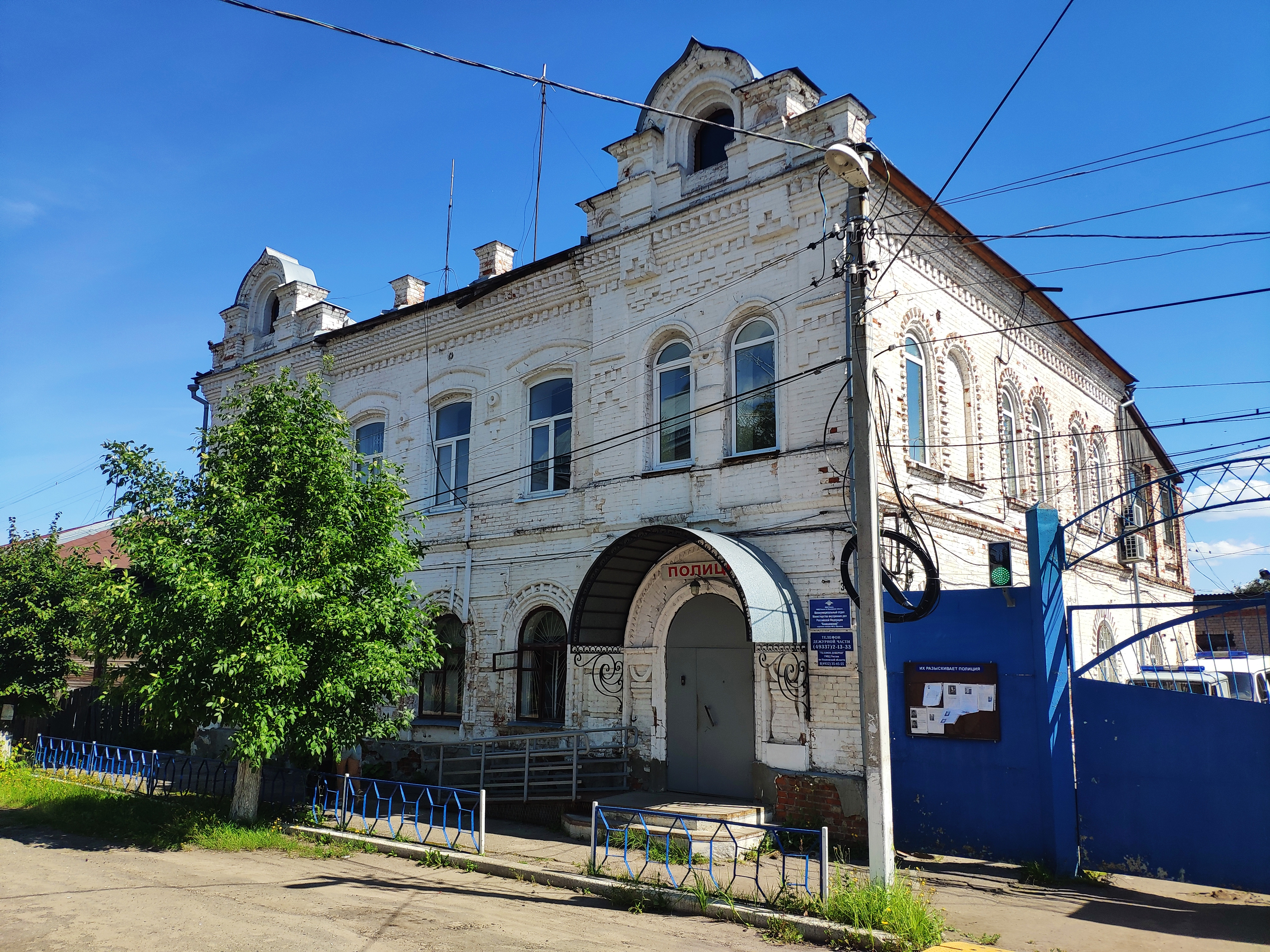
Дом Горохова (XIX век)
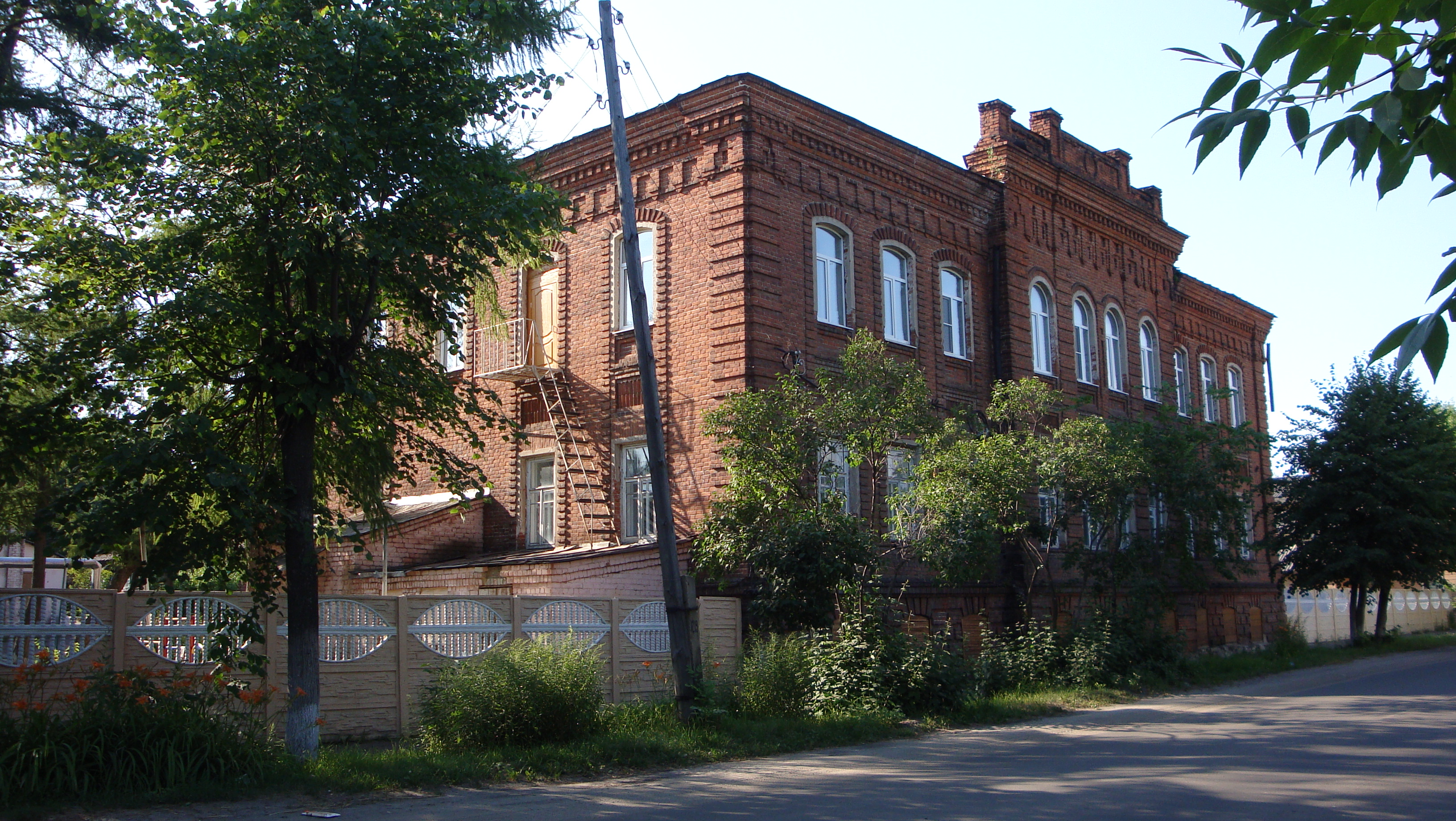
Училище П. Миндовского (1904)
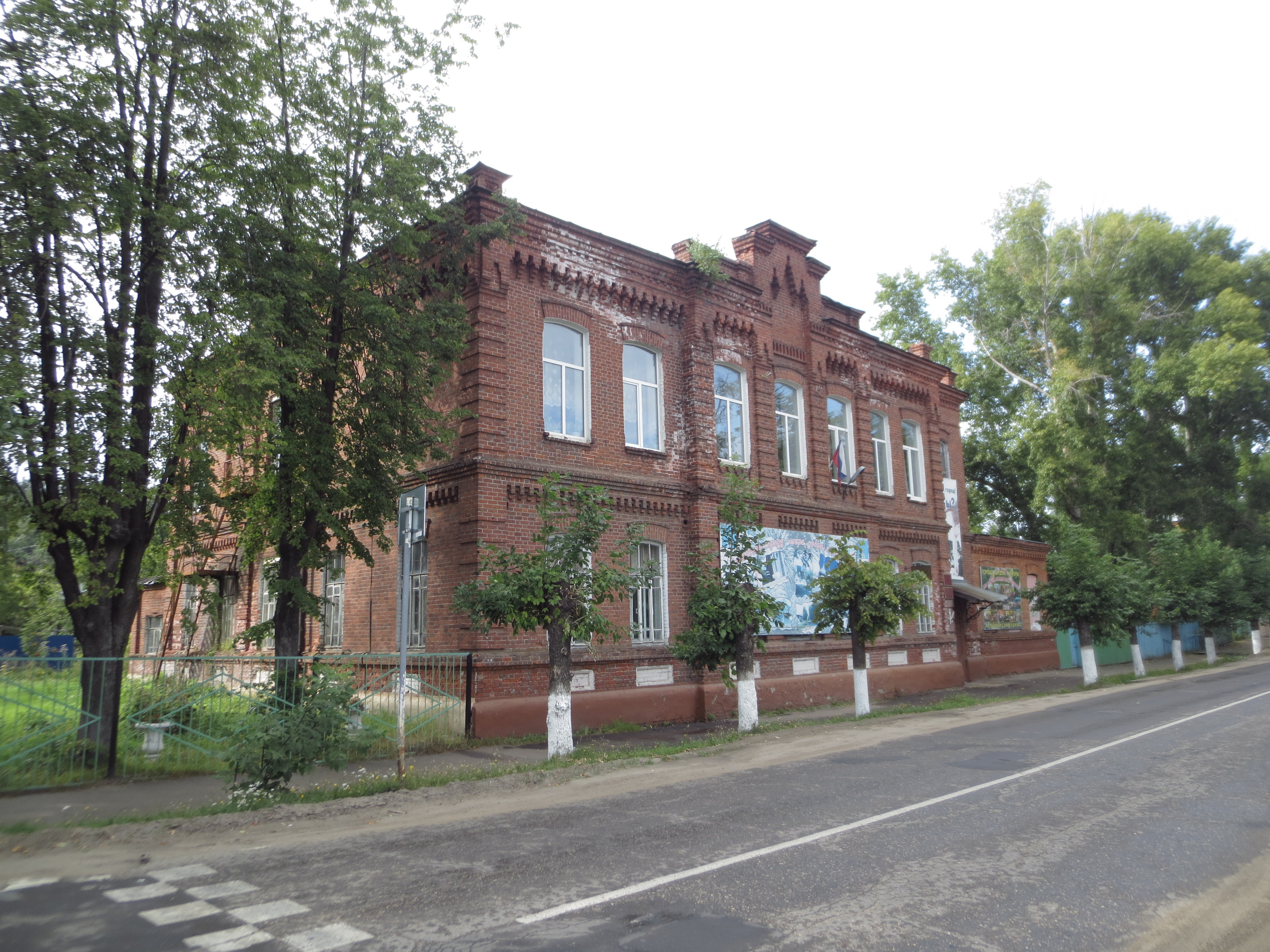
Мужская гимназия (1909)
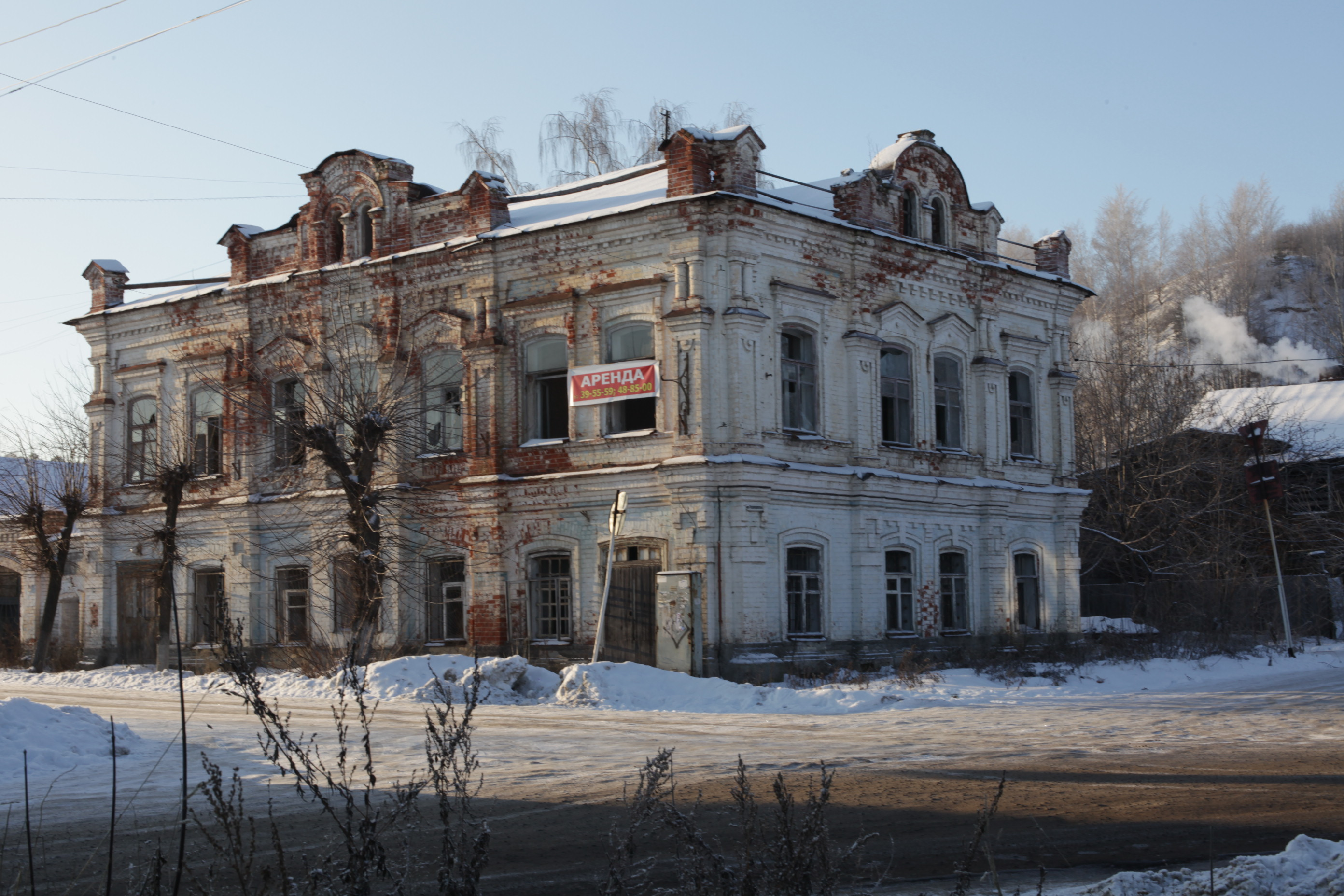
Дом В. Н. Демидова (1910-е годы)
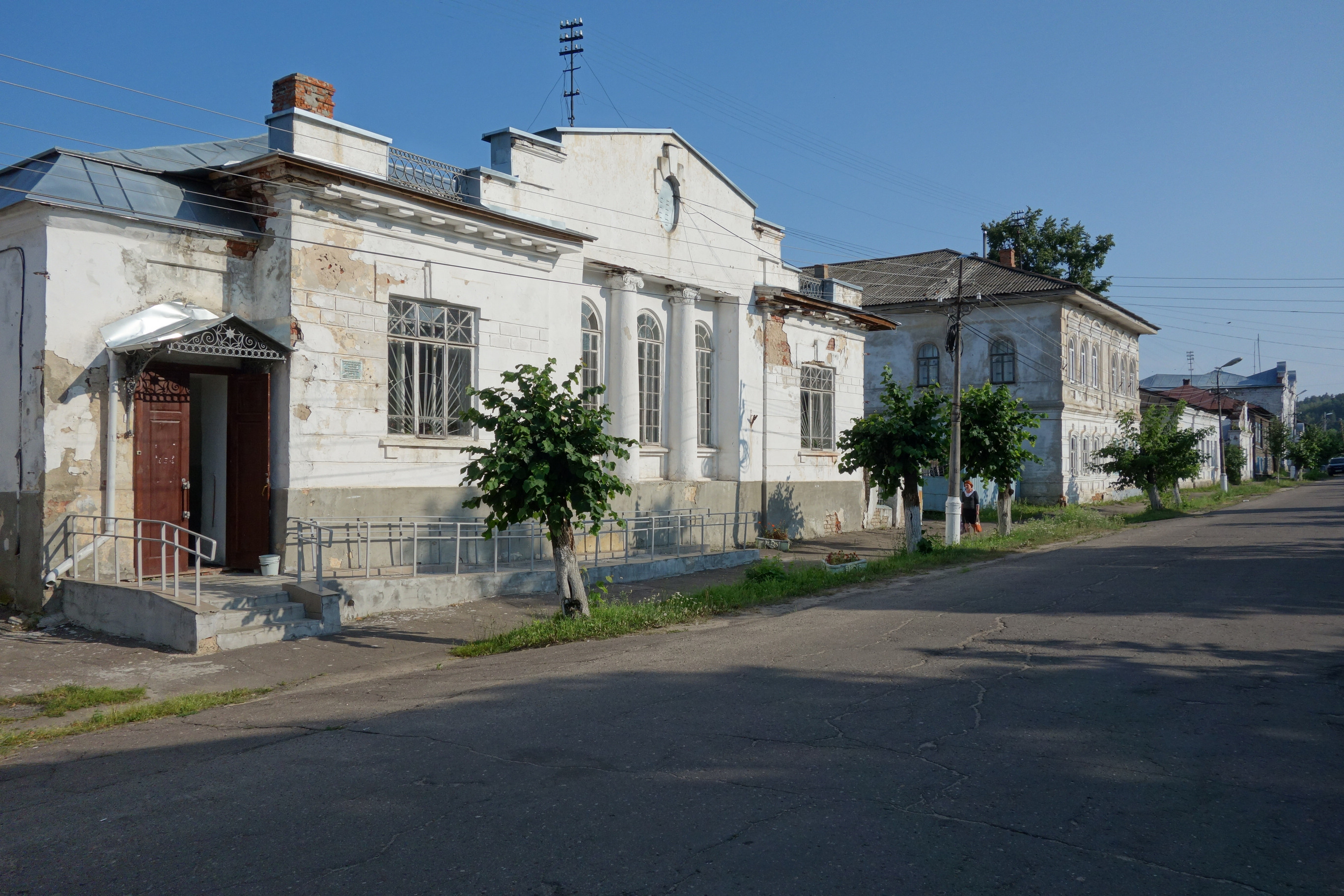
Городская управа (1913)
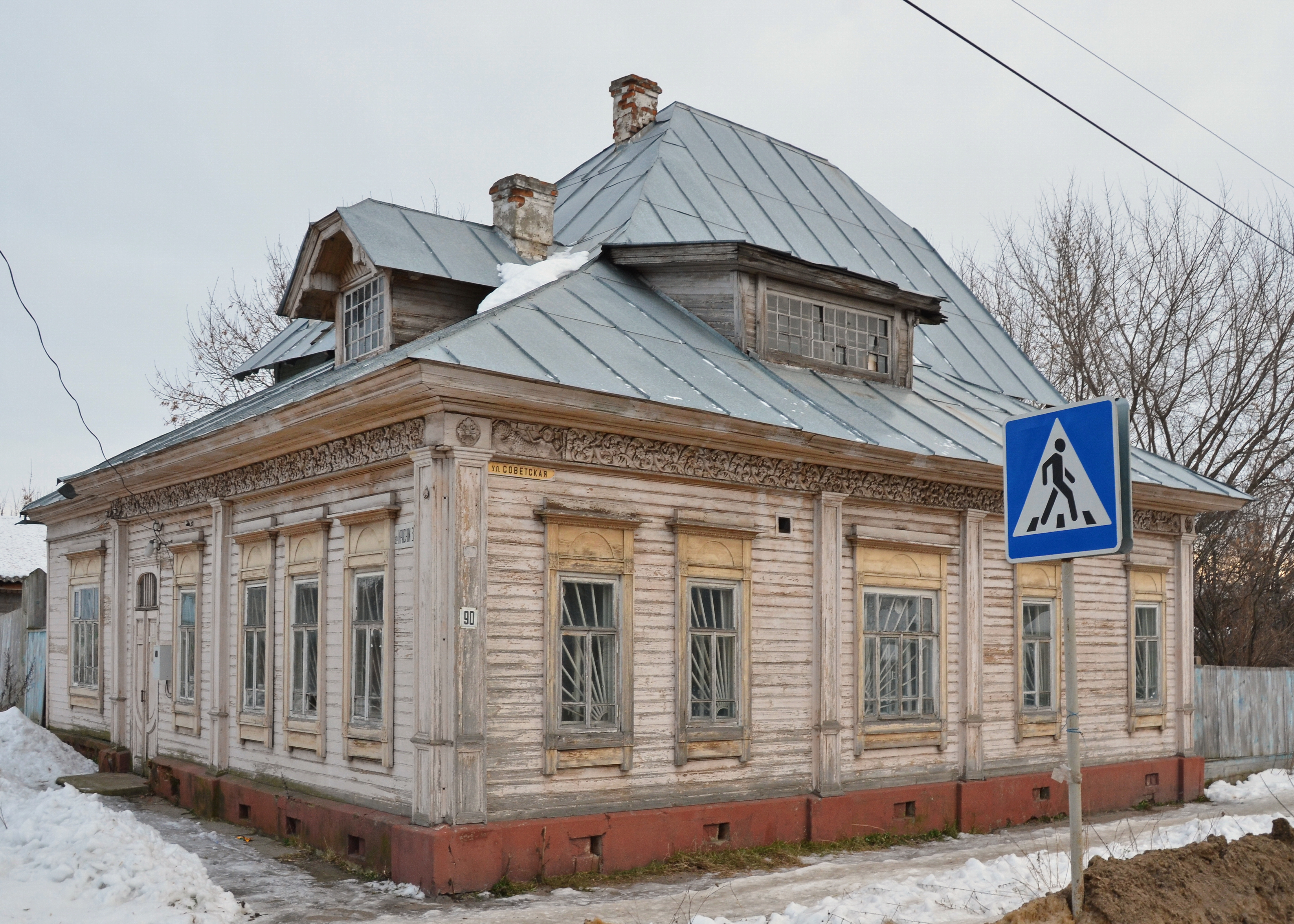
Дом М. Н. Черкасского (1909)
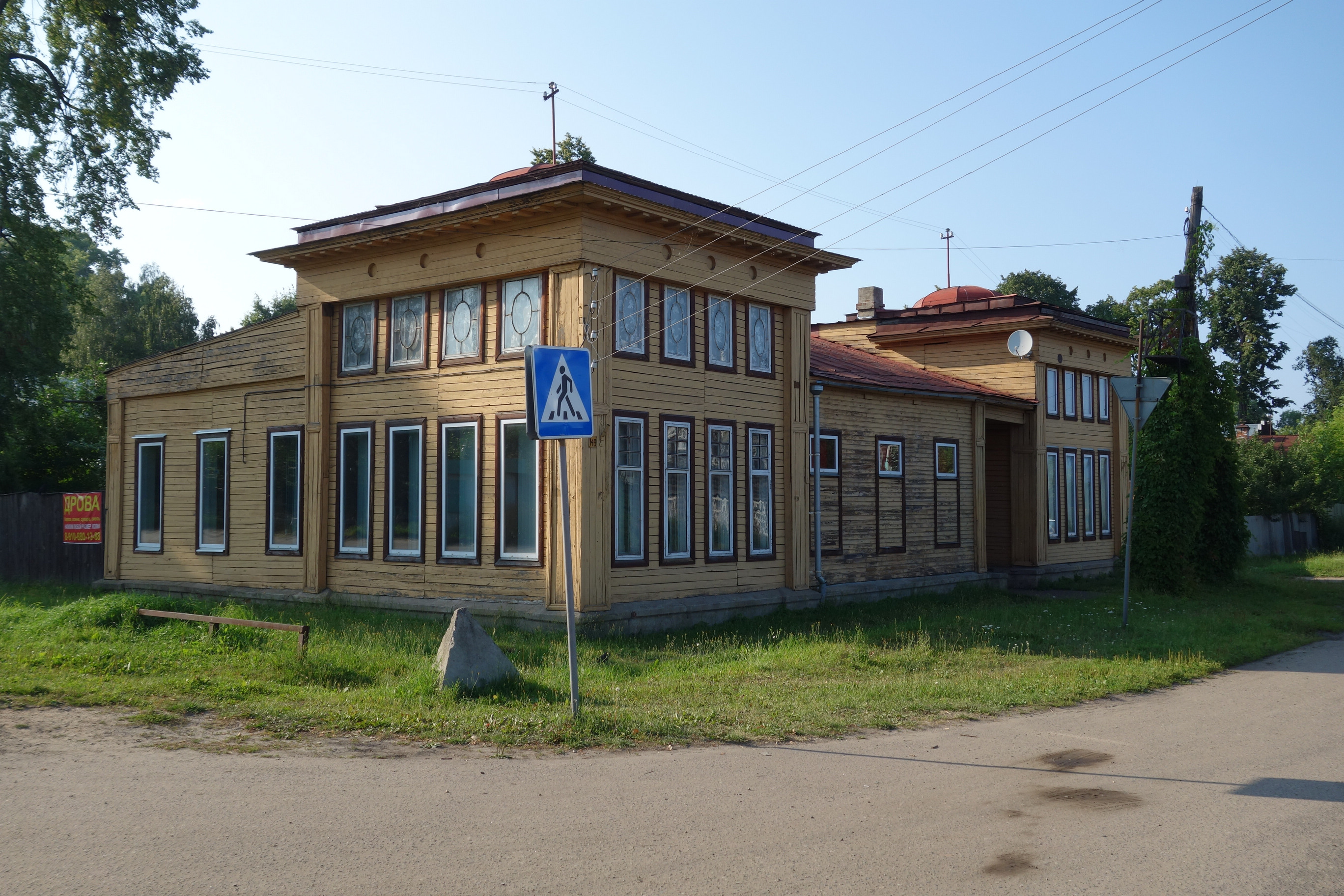
Дом Ефимова (1910-е годы)
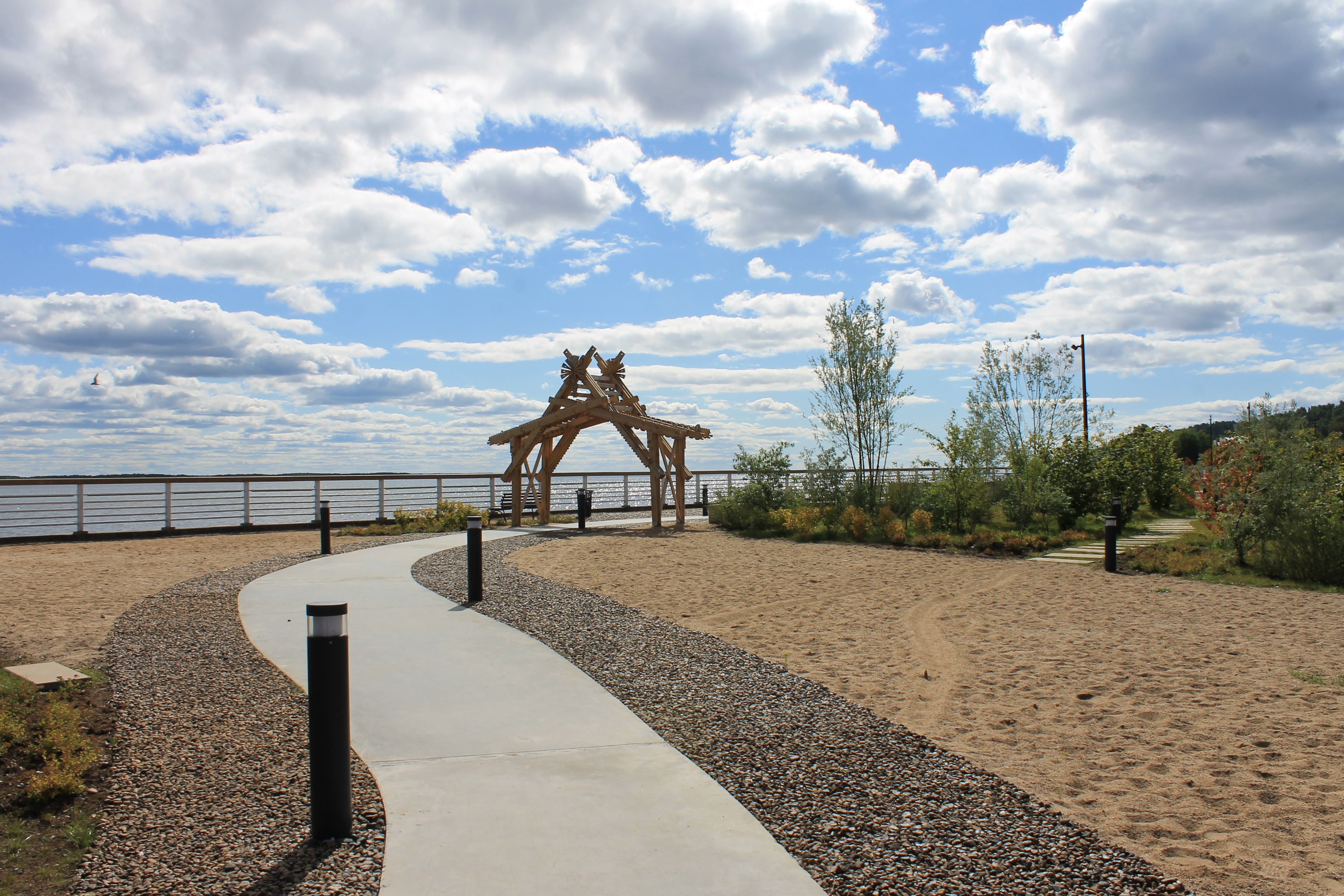
Парк на набережной

## Природные достопримечательности
- Памятник природы[121] «Нагорная дача», городской лес общей площадью в 635 га на западной стороне от Юрьевца. 150 га леса Нагорной дачи посажено вручную (часть выращена из семян), в основном в послевоенное время. Большая часть деревьев — сосны и ели, но также встречаются берёзы, дубы, клён, ясень, тополь и др. Средний возраст деревьев 89 лет, есть экземпляры, чей возраст превышает 100 лет, а некоторым долгожителям около 200 лет. «Нагорная дача» переживает экологический кризис. Лес страдает от стихийных мусорных свалок, массовый отдых местных жителей и гостей города привёл к засорению леса бытовыми отходами, появляются новые костровища, распространена незаконная вырубка ценных древесных пород. В 2020 году утверждён паспорт памятника природы Ивановской области «Юрьевецкая народная дача» и уменьшена его площадь[122]. Большая площадь лесонасаждений пострадали от ураганного ветра 15 мая 2021 года[123]. На 2023 год ведутся сплошные и выборочные санитарные рубки.
- Асафовы острова — природный архипелаг, расположенный в 3 км от Юрьевца, и состоящий из пяти песчаных островов протяженностью 4 км и площадью 65 км2 . Острова образовались после затопления местности — Асафовы (Осаповы) горы, при создании Горьковского водохранилища. В 2005 году острова стали особо охраняемой природной территорией Юрьевецкого района[124]. Архипелаг является популярным местом отдыха, привлекающим туристов своими песчаными дюнами, сосновыми лесами и возможностями для рыбалки и отдыха на воде.
- Глазовая гора — возвышенный район города Юрьевец, откуда открывается панорамный вид на Волгу и Асафовы острова.
- Горьковское водохранилище — искусственный водоём на реке Волге, образованный плотиной Нижегородской ГЭС. Из-за своих размеров, а также из-за штормов с высотой волны более 2 метров, имеет обиходное название Горьковское море. Входит в Волжский каскад водохранилищ.

## Музеи и памятники

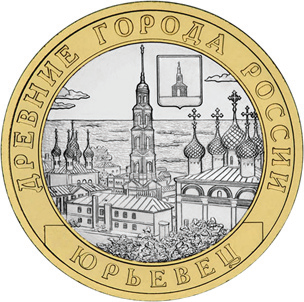
Памятная монета Банка России номиналом 10 руб (2010), из цикла Древние города России

В городе имеется объединение «Музеи города Юрьевца» (1997), в состав которого входят:
- Историко-художественный музей[125] (1925, расположен в особняке А. Л. Флягина),
- Музей архитекторов братьев Весниных, уроженцев Юрьевца[126] (1986, в доме XIX века, который до 1904 года принадлежал их родителям),
- Музейный центр Андрея Тарковского (1996, в доме начала XX века, в нём в 1941—1943 годах будущий режиссёр жил у своей бабушки),
- Культурный центр имени Андрея Тарковского (2011)

Также в городе находятся:
- Юрьевецкий музей народного образования (1996) [4],
- Дом сказки Александра Артуровича Роу (2017),
- Кукольный театр-музей «Истоки» (1996),
- Музей «Сказкино»[127].

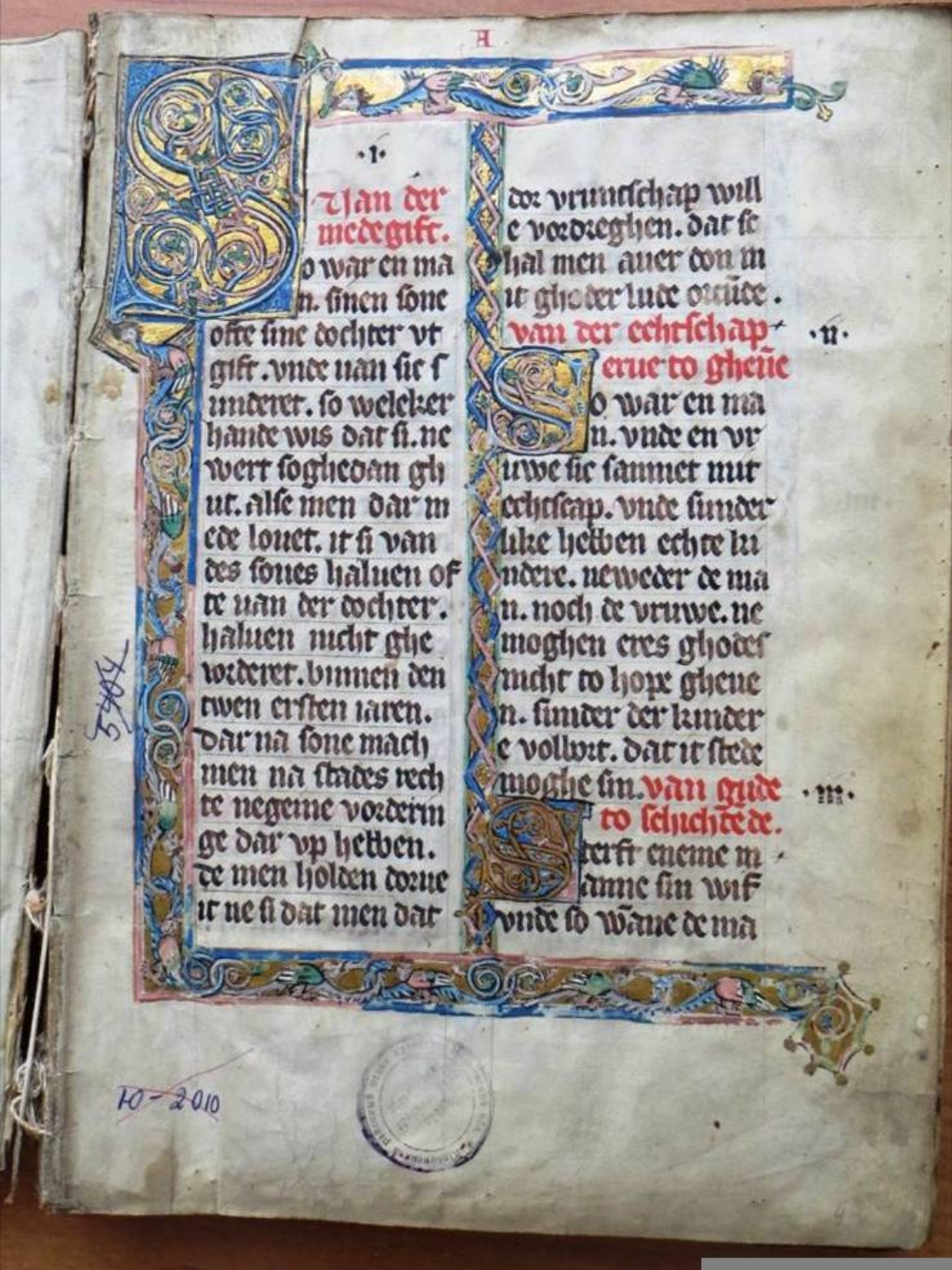
Бардевикский кодекс

В 2004 году в собрании «Музеев города Юрьевца» был обнаружен Кодекс Бардевика — уникальная средневековая немецкая рукопись, созданная в 1294 году по поручению главы любекской канцелярии Альбрехта фон Бардевика. Считавшаяся утраченной с середины XX века, рукопись была известна лишь по изданиям XIX века и нескольким иллюстрациям. Её обнаружение стало возможным благодаря работе профессора кафедры германской и кельтской филологии МГУ Наталии Ганиной и ведущего научного сотрудника Государственного научно-исследовательского института реставрации Инны Мокрецовой.
В двух километрах от Юрьевца, в акватории Горьковского водохранилища, в память о Кривоезерском монастыре и всех утраченных храмах Юрьевца был установлен 12-ти метровый поклонный крест (2000). На Пятницкой горе расположен мемориальный комплекс, посвящённый Великой Отечественной войне и часовня. В южной части города в 15 метрах от берега стоит крест в память о разрушенном Казанском храме.

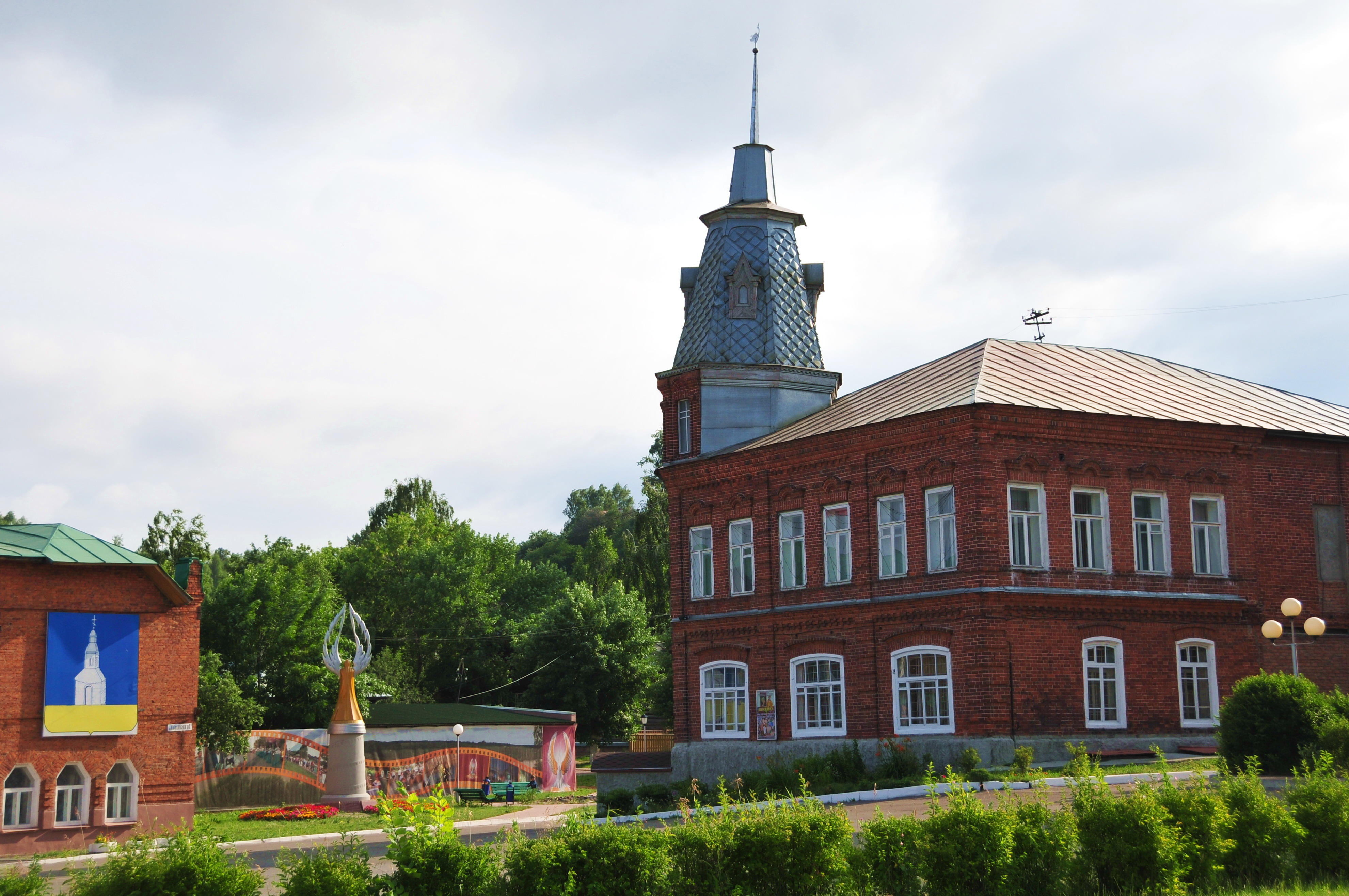
Магазин и швейная мастерская городского головы А. Л. Флягина (1903), ныне Историко-художественный музей
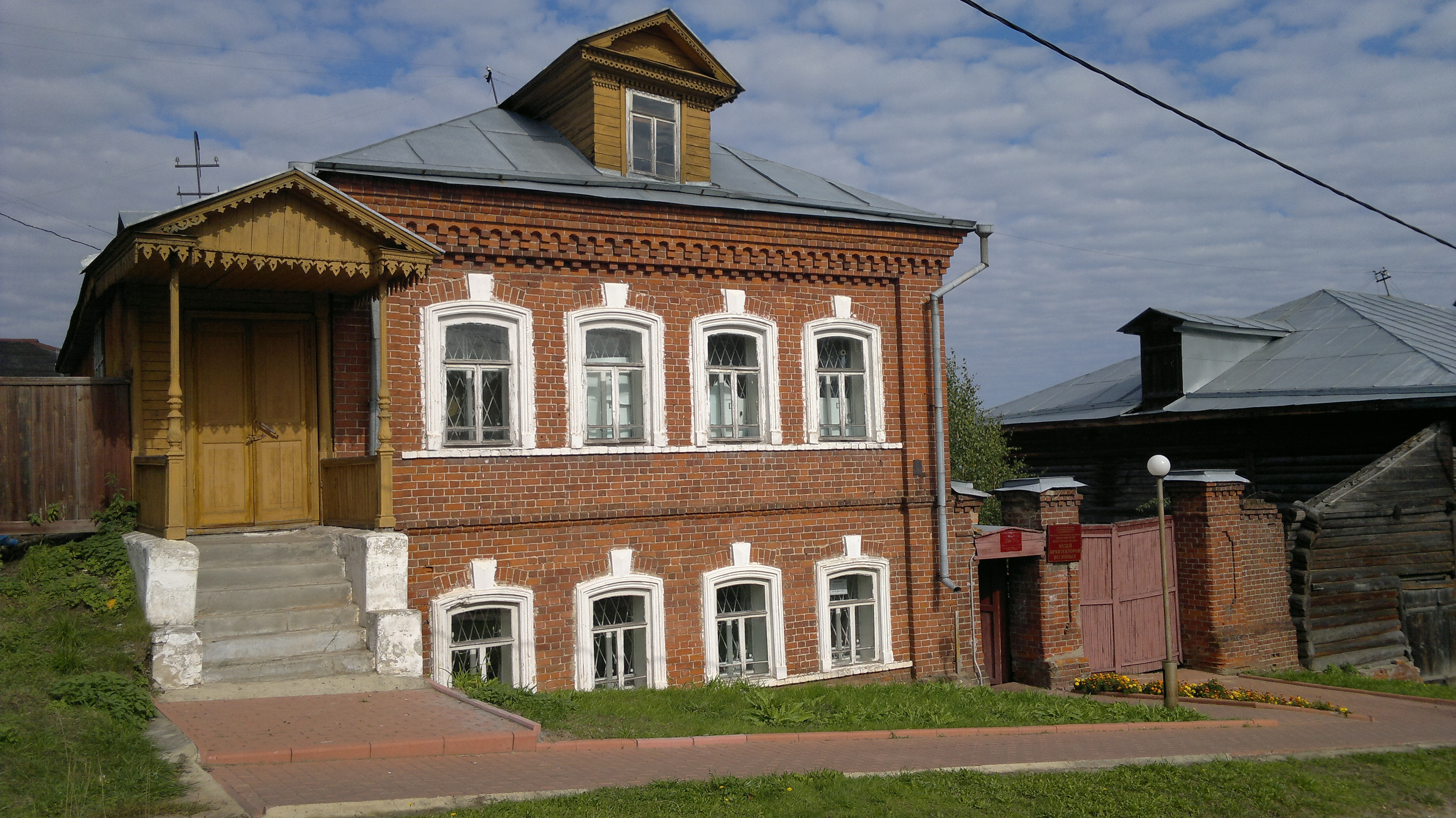
Музей архитекторов братьев Весниных
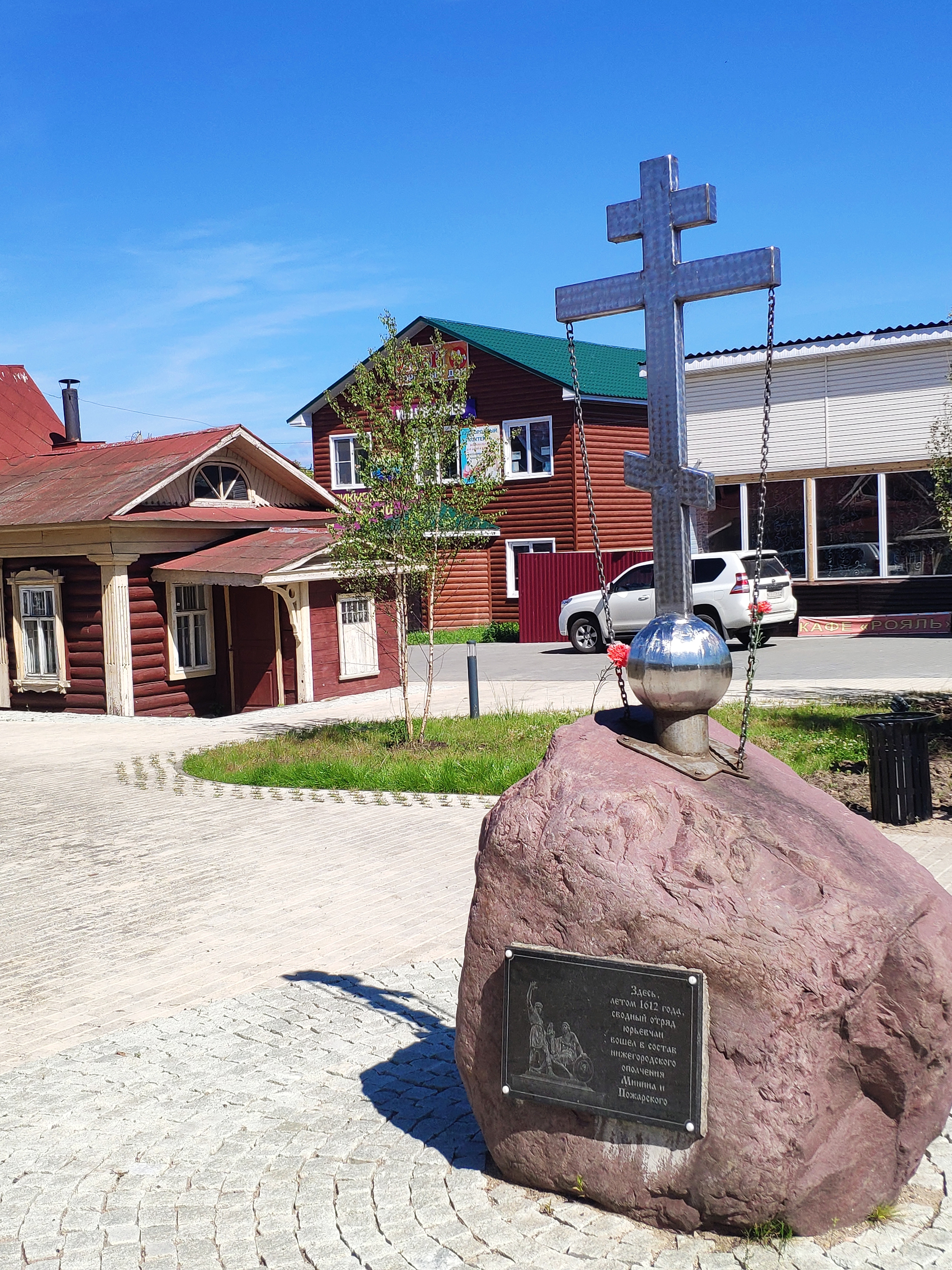
Памятный знак. Торговая площадь, где в 1612 году сводный отряд юрьевчан вошёл в состав ополчения Минина и Пожарского
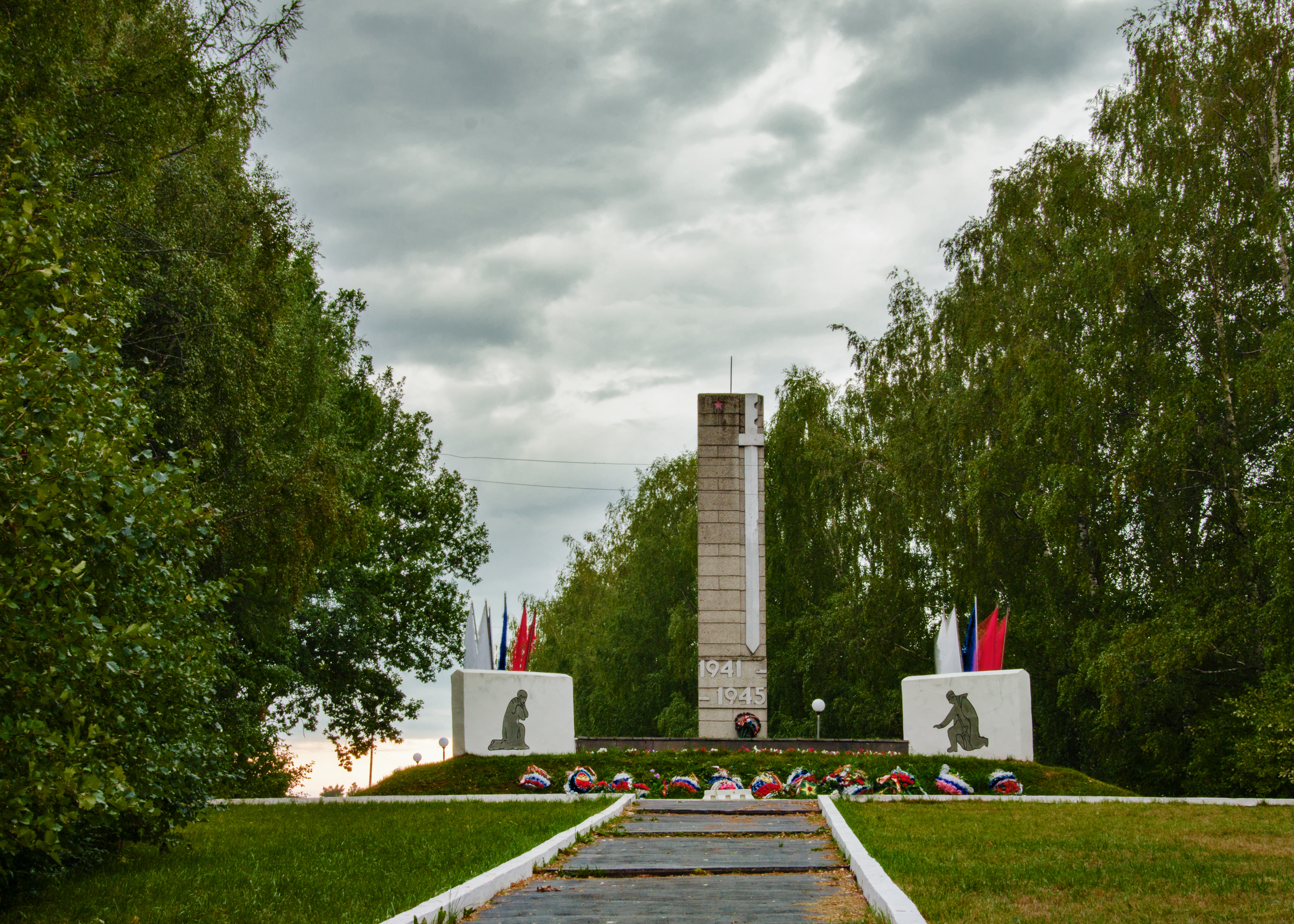
Часть мемориального комплекса, посвящённого Великой Отечественной войне

## Почетные граждане
- Владимиров Борис Алексеевич (29.01.1937 — 15.11.2012) — ученый, краевед[130].
- Владимирова Елизавета Алексеевна (17.10.1907 — 26.10.2002) — учительница[130].
- Волков Николай Сергеевич (04.04.1944 — 28.03.2015) — врач-хирург.
- Глотова Клавдия Павловна[131] — врач-терапевт.
- Груздев Сергей Сергеевич — тренер по волейболу[132]
- Зинин Лев Геннадьевич — руководил Юрьевецким ДОКом[133].
- Кретов Владимир Тимофеевич — один из участников борьбы за Советскую власть в Юрьевце, партийный работник.
- Ланцов Николай Александрович[134] — руководитель хора ветеранов[135].
- Медвежонков Пётр Александрович (01.07.1912 — 20.04.2004) — директор совхоза «Юрьевецкий», способствовал озеленению и благоустройству города.
- Миндовский Иван Александрович — юрьевецкий купец I гильдии, крупный лесовладелец и домовладелец[136].
- Миндовский Александр Иванович — основатель Юрьевецкой льнопрядильной мануфактуры Миндовского, Брюханова и Бакакина[137].
- Одинцова Вера Михайловна (30 сентября 1919—1998) — учитель, директор вечерней школы № 2, общественный деятель.[138]
- Панников Николай Дмитриевич — заслуженный учитель школы РСФСР, первый председатель районного совета ветеранов, директор зооветеринарного техникума.[139]
- Полякова Лариса Львовна (24 декабря 1930—2011) — журналист и краевед[140].
- Рассохацкая Галина Павловна — врач, общественный деятель[141].
- Сиротина Александра Васильевна (27.03.1930 — 22.07.2019) — создатель Музея народного образования[142].
- Серов Юрий Павлович (09.02.1924 — 01.05.2010) — председатель районного общества «Знание», председатель районного Совета ветеранов войны и труда, общественный деятель.
- Скрицкая Валентина Владимировна — врач-педиатр[134].
- Талова Альбина Ивановна — общественный деятель, возглавляла общество слепых, КБО[143].
- Тарковский Андрей Арсеньевич — советский кинорежиссёр и сценарист
- Флягин Александр Львович (1859—1929) — гласный думы, городской голова Юрьевца (1914—1917), купец, меценат.[144]
- Фотеичев Александр Валентинович — учитель, общественный деятель, вдохновитель создания в Юрьевце Детской музыкальной школы[145].
- Шальнов Анатолий Иванович (1943—2018) — прокурор, общественный деятель[146].
- Шишкин Геннадий Павлович (27 марта 1940) — общественный деятель, председатель районного совета ветеранов войны и труда.

## Культура
- День города и района в Юрьевце отмечается ежегодно в первую субботу августа.
- 4 апреля проходят Дни Андрея Тарковского[147]
- 6 мая юрьевчане идут Крестным ходом в день памяти святого великомученика Георгия Победоносца[148].
- 23 мая проводится архиерейская служба, посвященная блаженному Симону Юрьевецкому[149].
- Группа из Юрьевца «Лука и ветры» неоднократно принимала участие в ивановском фестивале Рок-Февраль. За участие была отмечена дипломами. Сама группа проводила фестиваль «Бурлацкая Столица»[150].
- Летом в Юрьевце проходит открытие ежегодного международного кинофестиваля «Зеркало» имени Андрея Тарковского (2007). В Культурном центре имени Андрея Тарковского проходят творческие встречи и показы фильмов. Основные мероприятия проходят в Иванове[151].
- Всероссийский фестиваль «Рыбак — рыбака» и парусная регата на приз «Кубок губернатора Ивановской области» проходили в августе.
- 27 декабря 2024 года в культурном центре им. А. Тарковского открыт кинозал на 49 мест.[152]

## Спорт
В 1987 году был открыт «Клуб юных моряков» для занятия детей парусным спортом. В 2014 году клуб был закрыт из-за недостатка финансирования. С 2015 года работает объединение «Парус» при детско-юношеском центре дополнительного образования. До 2017 года проводился межрегиональный слет клубов юных моряков (июль — август). Существует трасса для мотокросса, на которой проходят соревнования спорстменов разных категорий.
Существует спортивная секция по панкратиону. Ежегодно проводится турнир по пляжному волейболу на Асафовых островых и в начале мая легкоатлетическая эстафета «Путь Победы». В 2023 году открылся спортивный клуб «Барс».

## СМИ
Единственное СМИ района — газета «Волга».
Также ловит «Дорожное радио» — Макарьев 102.6 FM.

## Известные уроженцы
- См. Категория:Персоналии:Юрьевец